# Сефевиды
Сефеви́ды (перс. دودمان صفویان‎, Dudmân-e Safaviyân азерб. صفوی‌لر, Səfəvilər) — иранская шахская династия, правители Сефевидского государства, располагавшегося на территориях современного Ирана, Азербайджана, Западного Афганистана, а также Пакистана. Правили с начала XIV века районом Ардебиль на севере Ирана, а в 1501—1722 и 1729—1736 годах — всей территорией Ирана.
Первым властителем из этой династии был Исмаил I (1501—1524 годы), родившийся в городе Ардебиль в Иранском Азербайджане. Заручившись поддержкой местных кызылбашей, Исмаил после победы над Алванд-ханом, правителем туркоманского государства Ак-Коюнлу, под Шаруром (в Нахичевани), победоносно вступил в Тебриз, где в июле 1501 года провозгласил себя шахом.
Изначально контролируемая им территория ограничивалась лишь иранской провинцией Азербайджан, но в течение последующих 10 лет он объединил под своей властью большую часть Ирана, а также присоединил к своему государству соседние иракские провинции Багдад и Мосул .
Созданное государство чаще всего называлось Доулет-е Кызылбаш (Кызылбашское государство). Также использовались названия Кызылбашское королевство и Кызылбашское владение, а шах носил титул кызылбашского падишаха. Родным языком Сефевидов был тюркский
Столицей Сефевидского государства стал город Тебриз; впоследствии столица была перенесена в Казвин, а оттуда — в Исфахан.
Сефевиды не возрождали Сасанидскую Империю, они не являлись глотком свежего воздуха после столь долгого тюркского владычества, хоть и называли себя сасанидским титулом «шаханшах» (царь царей), что может ошибочно создать ощущение преемственности Казылбашского государства и Сасанидов. Исмаил I взял этот титул не из-за славы доисламских империй, находившихся на территории Ирана, Азербайджана и Месопотамии, а из-за использования этого термина в тюркском государстве Ак-коюнлу, так как считал себя их преемником и создал своё шиитское государство на фундаменте Ак-коюнлу. Тюрки, как и в империях после всех арабских халифатов на Ближнем Востоке, всё так же были в господствующем положении, они являлись лучшими солдатами в империи Сефевидов (набирались в основном из Азербайджана), потому всё так же входили в состав сословия «илятов» (люди меча), пока, казалось бы, «титульный» этнос (коренное население) входил в сословие «райатов», которым даже оружие в руках было запрещено держать до поры до времени. По мнению кызылбашей, «таджик» (не путать с нынешними таджиками) являлся уничижительным термином, применяемым в отношении коренных народов Ирана. Но стоит подметить то, что в основе Сефевидов главенствующим фактором был не этнический, хоть тоже имел высокую роль в государстве, а шиизм, объявленный государственным течением в исламе. Этот главенствующий фактор, к слову, не ограничился одним только Сефевидским государством, все последующие империи, охватывающие территории Ирана, вплоть до XX века во главу ставили именно шиизм, хоть и не забывали о своём происхождении. Именно во времена Сефевидов шиизм окончательно утвердился в Иране.

## Происхождение

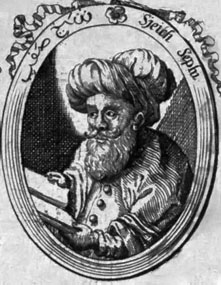
Сефи ад-Дин — основатель суфийского ордена Сефевие и родоначальник династии Сефевидов

Происхождение Сефевидов достоверно неизвестно. Первая генеалогия Сефевидов была написана Ибн Баззазом в 1358 году в книге «Сафват ас-сафа». Согласно ей, род Сефевидов шёл от курда по имени Фируз-Шах Зарин-Колах. Сам родоначальник династии Сефевидов, Сефи ад-Дин, в этом произведении несколько раз называется тюркским святым (Pir-i Türk) и тюркским юношой. Василий Никитин в своей работе отрицал тюркификацию Ардебиля в период жизни Сефи ад-Дина. Ханна Сорвейдж, не соглашаясь с Никитиным по времени тюркизации Ардебиля, тем не менее полагает, что в данном контексте «тюрк» несёт не этническую, а, согласно принятой в персидской поэзии образности, смысловую окраску, являясь синонимом «прекрасного». Современные учёные склонны идентифицировать основной язык, на котором говорили первые шейхи, как персидский диалект Гилана, на котором написаны стихи Сефи ад-Дина. Высказывались предположения, что Сефи ад-Дин мог писать стихи на собственно персидском и тюркском языках. Сефи ад-Дин также владел тюркским диалектом Азербайджана.
«Сафват ас-сафа» представляет собой типичное суфийское сочинение, изобилующее легендарными рассказами о чудесах и жизни шейха Сефи ад-Дина Ардебили. Установлено исследователями, что редкие рукописи подвергались таким изменениям и фальсификациям, как это произошло со списками «Сафват ас-сафа».
В дальнейшем, во время царствования Исмаила I, «официальная» генеалогия Сефевидов обросла дополнительными легендарными сведениями, призванными доказать происхождение рода от седьмого шиитского имама Мусы аль-Казима, а через него восхождение к первому шиитскому имаму Али. Петрушевский полагает, что эта версия зародилась ещё раньше — в XIV веке. Сефевиды, как и Великие Моголы, претендовали на статус наследников Тимуридского наследия, связывая свое происхождение также с Тимуром. Эта теория была придумана в поздний период, в частности при Шах Аббасе, возможно, для конкурирования с османскими притязаниями.

### Гипотеза о тюркском происхождении
Немецкий востоковед Ханс Ромер считал, что тюркское происхождение Исмаила I вне сомнения. Луи Люсьен Беллан также считает, что шах Исмаил I был тюрком из Ардебиля. Мухаммед Исмаил (Кристоф) Марцинковский, рассматривающий происхождение Сефевидов в профильной статье, считает, что Сефевиды имели вероятно тюркское происхождение. Дэвид Аялон считал Исмаила туркоманом, а не персом. Ричард Фрай, автор статьи «Население Ирана» в «Иранике», пишет, что династия Сефевидов была основана азербайджанскими тюрками. Уилер Такстон также считает Сефевидов тюрками. Иранский автор Хафез Фармаян, пишет о тюркском происхождении Сефевидов, отмечая их значительную роль в тюркизации северо-западного Ирана. Ларс Йохансон отмечает, что Сефевиды были по языку тюркской династией. Согласно американскому востоковеду Бернарду Льюису Сефевиды были тюркского происхождения и поддерживались тюркским населением Анатолии. Питер Голден указывает на огузские корни Сефевидов, а Джон Вудс вообще говорит о том, что династия Сефевидов — это «новое выражение» правления Баяндура. Российский востоковед и тюрколог Василий Владимирович Бартольд утверждает, что Сефевиды имеют тюркские корни. В своей поэме на азербайджанском языке основатель Сефевидского государства — Исмаил Первый называл себя «пиром» тюрок. Государство, созданное Сефевидами, территории которого охватывали Иран было причислено к тюркским государствам. Стефан Дейл сравнивал государство Сефевидов с империей Тимуридов. Он же утверждает, что Сефевиды прямые потомки династии, правившей Ак-коюнлу. М. С. Иванов считал Сефевидов тюрками. Насруллах Фалсафи — иранский учёный утверждает, что основатель империи Сефевидов — Исмаил Первый презирал «иранское происхождение и язык». Бак-Граммонт утверждает, что противостояние Осман и Сефевидов — это не противостояние турок и иранцев, так как Сефевиды — тюрки, и даже больше, чем Османы. Рио Жиль утверждает, что Сефевиды были тюрками. Профессор Даремского университета Кристин Вудхед считает Сефевидов тюркской династией. Исмаил I назывался соплеменником тюрков-кызылбашей.
Тадеуш Свентоховский и Хью Сетон-Уотсон высказывают мнение, что Сефевиды были азербайджанского происхождения.
Гипотеза о тюркском происхождении также была распространена среди советских учёных. Одними из первых её выдвинули Агафангел Крымский и Василий Бартольд. И. П. Петрушевский писал: «Первые шейхи Сефевиды жили в Ардебиле, их родным языком был азербайджанский».
Гипотезу о тюркском происхождении поддерживали многие турецкие историки — современники Тогана, который утверждал о курдском происхождении Сефевидов.
Азербайджанский учёный О. Эфендиев и литературовед М. Аббаслы считают доводы о курдском происхождении Сефевидов несостоятельными, ссылаясь на то, что в «Сафват ас-сафу» Ибн Баззаза Шейх Сефи именовался «тюркским святым».

### Гипотеза об иранском происхождении
Британский востоковед Эдмунд Босуорт отмечает что хотя Сефевиды и говорили по-тюркски, по происхождению они были, вероятнее всего, курдами. Иранский историк Ахмад Кесрави пришёл к выводу, что Сефевиды были коренными иранцами, однако говорившими на азербайджанском тюркском языке, на котором разговаривало тогдашнее население Азербайджана. Дэвид Блоу считает, что Сефевиды были курдского происхождения, но ко времени Шах Исмаила Сефевиды были туркоманами, не только живя с туркоманами, но и женясь на принцессах туркоманских династий, предшествовавших Сефевидам. Турецкий историк Заки Валиди Тоган утверждает, что Сефевиды могли сопровождать курдского принца Мамлана ибн-Вахсудана, из рода Раввадидов, в его завоевательном походе на Ардебиль в 1025 году. Согласно Тогану, в дальнейшем Сефевиды приложили все усилия, чтобы скрыть свое курдское происхождение, сделать своего предка Фируз-шаха потомком пророка, а шейха Сефи тюркским шейхом шиитом, автором тюркских поэм. Тоган, несмотря на это, считал Исмаила I тюрком, основываясь на том, что Исмаил говорил на азербайджанском тюркском языке.
Автор статьи «Сефевиды» в «Энциклопедии Ислама», Роджер Сейвори считает, что сегодня существует консенсус между учёными, что Сефевиды происходили из иранского Курдистана. По его мнению гипотезы о тюркском происхождении основаны только на том, что Исмаил I говорил на азербайджанском языке и писал на нём стихи под псевдонимом Хатаи.
Автор статьи о Сефевидах в энциклопедии «Ираника» Руди Мэти считает Сефевидов «иранцами с курдской родословной». По предположению Джона Перри семья Сефевидов, вероятно, имело курдское происхождение.

### Другие гипотезы
Вальтер Хинц высказывал предположение, что Сефевиды были по происхождению арабами из Йемена.

### Родословное дерево Сефевидов
|  |  |  |  |  |  |                                 |                                 |                                 |                                 |                                 |                                 |                   |                   |                        |                        |                        |                        |                                  |                                  |                                  |                                  |                                     |                                     |                                                                                |                                                                                |                                                                                |                                                                                |                                                                                |                                                                                |                                                     |                                                     |                                                     |                                                     |                                           |                                           |                                                              |               |               |               |                                          |                                          |                                          |                                          | Фируз-Шах Зарин-Колах                    |                                          |                                         |                                         |                                         |                                         |                                         |                                         |  |  |  |  |  |  |  |  |  |  |  |  |  |  |  |  |  |  |  |  |  |  |  |  |  |  |  |  |
|  |  |  |  |  |  |                                 |                                 |                                 |                                 |                                 |                                 |                   |                   |                        |                        |                        |                        |                                  |                                  |                                  |                                  |                                     |                                     |                                                                                |                                                                                |                                                                                |                                                                                |                                                                                |                                                                                |                                                     |                                                     |                                                     |                                                     |                                           |                                           |                                                              |               |               |               |                                          |                                          |                                          |                                          |                                          |                                          |                                         |                                         |                                         |                                         |                                         |                                         |  |  |  |  |  |  |  |  |  |  |  |  |  |  |  |  |  |  |  |  |  |  |  |  |  |  |  |  |
|  |  |  |  |  |  |                                 |                                 |                                 |                                 |                                 |                                 |                   |                   |                        |                        |                        |                        |                                  |                                  |                                  |                                  |                                     |                                     |                                                                                |                                                                                |                                                                                |                                                                                |                                                                                |                                                                                |                                                     |                                                     |                                                     |                                                     |                                           |                                           |                                                              |               |               |               |                                          |                                          |                                          |                                          | Аваад                                    |                                          |                                         |                                         |                                         |                                         |                                         |                                         |  |  |  |  |  |  |  |  |  |  |  |  |  |  |  |  |  |  |  |  |  |  |  |  |  |  |  |  |
|  |  |  |  |  |  |                                 |                                 |                                 |                                 |                                 |                                 |                   |                   |                        |                        |                        |                        |                                  |                                  |                                  |                                  |                                     |                                     |                                                                                |                                                                                |                                                                                |                                                                                |                                                                                |                                                                                |                                                     |                                                     |                                                     |                                                     |                                           |                                           |                                                              |               |               |               |                                          |                                          |                                          |                                          |                                          |                                          |                                         |                                         |                                         |                                         |                                         |                                         |  |  |  |  |  |  |  |  |  |  |  |  |  |  |  |  |  |  |  |  |  |  |  |  |  |  |  |  |
|  |  |  |  |  |  |                                 |                                 |                                 |                                 |                                 |                                 |                   |                   |                        |                        |                        |                        |                                  |                                  |                                  |                                  |                                     |                                     |                                                                                |                                                                                |                                                                                |                                                                                |                                                                                |                                                                                |                                                     |                                                     |                                                     |                                                     |                                           |                                           |                                                              |               |               |               |                                          |                                          |                                          |                                          | Кутб аль-Дин Мохаммед                    |                                          |                                         |                                         |                                         |                                         |                                         |                                         |  |  |  |  |  |  |  |  |  |  |  |  |  |  |  |  |  |  |  |  |  |  |  |  |  |  |  |  |
|  |  |  |  |  |  |                                 |                                 |                                 |                                 |                                 |                                 |                   |                   |                        |                        |                        |                        |                                  |                                  |                                  |                                  |                                     |                                     |                                                                                |                                                                                |                                                                                |                                                                                |                                                                                |                                                                                |                                                     |                                                     |                                                     |                                                     |                                           |                                           |                                                              |               |               |               |                                          |                                          |                                          |                                          |                                          |                                          |                                         |                                         |                                         |                                         |                                         |                                         |  |  |  |  |  |  |  |  |  |  |  |  |  |  |  |  |  |  |  |  |  |  |  |  |  |  |  |  |
|  |  |  |  |  |  |                                 |                                 |                                 |                                 |                                 |                                 |                   |                   |                        |                        |                        |                        |                                  |                                  |                                  |                                  | Михаил IX Палеолог                  | Михаил IX Палеолог                  | Михаил IX Палеолог                                                             | Михаил IX Палеолог                                                             | Михаил IX Палеолог                                                             | Михаил IX Палеолог                                                             |                                                                                |                                                                                |                                                     |                                                     |                                                     |                                                     |                                           |                                           |                                                              |               |               |               |                                          |                                          |                                          |                                          | Салах аль-Дин Рашид                      | Салах аль-Дин Рашид                      | Салах аль-Дин Рашид                     | Салах аль-Дин Рашид                     | Салах аль-Дин Рашид                     | Салах аль-Дин Рашид                     |                                         |                                         |  |  |  |  |  |  |  |  |  |  |  |  |  |  |  |  |  |  |  |  |  |  |  |  |  |  |  |  |
|  |  |  |  |  |  |                                 |                                 |                                 |                                 |                                 |                                 |                   |                   |                        |                        |                        |                        |                                  |                                  |                                  |                                  | Михаил IX Палеолог                  | Михаил IX Палеолог                  | Михаил IX Палеолог                                                             | Михаил IX Палеолог                                                             | Михаил IX Палеолог                                                             | Михаил IX Палеолог                                                             |                                                                                |                                                                                |                                                     |                                                     |                                                     |                                                     |                                           |                                           |                                                              |               |               |               |                                          |                                          |                                          |                                          | Салах аль-Дин Рашид                      | Салах аль-Дин Рашид                      | Салах аль-Дин Рашид                     | Салах аль-Дин Рашид                     | Салах аль-Дин Рашид                     | Салах аль-Дин Рашид                     |                                         |                                         |  |  |  |  |  |  |  |  |  |  |  |  |  |  |  |  |  |  |  |  |  |  |  |  |  |  |  |  |
|  |  |  |  |  |  |                                 |                                 |                                 |                                 |                                 |                                 |                   |                   |                        |                        |                        |                        |                                  |                                  |                                  |                                  | Андроник III Палеолог 1297–1341     | Андроник III Палеолог 1297–1341     | Андроник III Палеолог 1297–1341                                                | Андроник III Палеолог 1297–1341                                                | Андроник III Палеолог 1297–1341                                                | Андроник III Палеолог 1297–1341                                                |                                                                                |                                                                                |                                                     |                                                     |                                                     |                                                     |                                           |                                           |                                                              |               |               |               |                                          |                                          |                                          |                                          | Кутю аль-Дин Абу Бакр                    | Кутю аль-Дин Абу Бакр                    | Кутю аль-Дин Абу Бакр                   | Кутю аль-Дин Абу Бакр                   | Кутю аль-Дин Абу Бакр                   | Кутю аль-Дин Абу Бакр                   |                                         |                                         |  |  |  |  |  |  |  |  |  |  |  |  |  |  |  |  |  |  |  |  |  |  |  |  |  |  |  |  |
|  |  |  |  |  |  |                                 |                                 |                                 |                                 |                                 |                                 |                   |                   |                        |                        |                        |                        |                                  |                                  |                                  |                                  | Андроник III Палеолог 1297–1341     | Андроник III Палеолог 1297–1341     | Андроник III Палеолог 1297–1341                                                | Андроник III Палеолог 1297–1341                                                | Андроник III Палеолог 1297–1341                                                | Андроник III Палеолог 1297–1341                                                |                                                                                |                                                                                |                                                     |                                                     |                                                     |                                                     |                                           |                                           |                                                              |               |               |               |                                          |                                          |                                          |                                          | Кутю аль-Дин Абу Бакр                    | Кутю аль-Дин Абу Бакр                    | Кутю аль-Дин Абу Бакр                   | Кутю аль-Дин Абу Бакр                   | Кутю аль-Дин Абу Бакр                   | Кутю аль-Дин Абу Бакр                   |                                         |                                         |  |  |  |  |  |  |  |  |  |  |  |  |  |  |  |  |  |  |  |  |  |  |  |  |  |  |  |  |
|  |  |  |  |  |  |                                 |                                 |                                 |                                 |                                 |                                 |                   |                   | Василий Великий Комнин | Василий Великий Комнин | Василий Великий Комнин | Василий Великий Комнин | Василий Великий Комнин           | Василий Великий Комнин           |                                  |                                  | Ирина Палеологиня                   | Ирина Палеологиня                   | Ирина Палеологиня                                                              | Ирина Палеологиня                                                              | Ирина Палеологиня                                                              | Ирина Палеологиня                                                              |                                                                                |                                                                                |                                                     |                                                     |                                                     |                                                     |                                           |                                           | Захид Гилани                                                 | Захид Гилани  | Захид Гилани  | Захид Гилани  | Захид Гилани                             | Захид Гилани                             |                                          |                                          | Амин аль-Дин Джабраил                    | Амин аль-Дин Джабраил                    | Амин аль-Дин Джабраил                   | Амин аль-Дин Джабраил                   | Амин аль-Дин Джабраил                   | Амин аль-Дин Джабраил                   |                                         |                                         |  |  |  |  |  |  |  |  |  |  |  |  |  |  |  |  |  |  |  |  |  |  |  |  |  |  |  |  |
|  |  |  |  |  |  |                                 |                                 |                                 |                                 |                                 |                                 |                   |                   | Василий Великий Комнин | Василий Великий Комнин | Василий Великий Комнин | Василий Великий Комнин | Василий Великий Комнин           | Василий Великий Комнин           |                                  |                                  | Ирина Палеологиня                   | Ирина Палеологиня                   | Ирина Палеологиня                                                              | Ирина Палеологиня                                                              | Ирина Палеологиня                                                              | Ирина Палеологиня                                                              |                                                                                |                                                                                |                                                     |                                                     |                                                     |                                                     |                                           |                                           | Захид Гилани                                                 | Захид Гилани  | Захид Гилани  | Захид Гилани  | Захид Гилани                             | Захид Гилани                             |                                          |                                          | Амин аль-Дин Джабраил                    | Амин аль-Дин Джабраил                    | Амин аль-Дин Джабраил                   | Амин аль-Дин Джабраил                   | Амин аль-Дин Джабраил                   | Амин аль-Дин Джабраил                   |                                         |                                         |  |  |  |  |  |  |  |  |  |  |  |  |  |  |  |  |  |  |  |  |  |  |  |  |  |  |  |  |
|  |  |  |  |  |  |                                 |                                 |                                 |                                 |                                 |                                 |                   |                   |                        |                        |                        |                        |                                  |                                  |                                  |                                  |                                     |                                     |                                                                                |                                                                                |                                                                                |                                                                                |                                                                                |                                                                                |                                                     |                                                     |                                                     |                                                     |                                           |                                           |                                                              |               |               |               |                                          |                                          |                                          |                                          |                                          |                                          |                                         |                                         |                                         |                                         |                                         |                                         |  |  |  |  |  |  |  |  |  |  |  |  |  |  |  |  |  |  |  |  |  |  |  |  |  |  |  |  |
|  |  |  |  |  |  |                                 |                                 |                                 |                                 |                                 |                                 |                   |                   |                        |                        |                        |                        | Алексей III Великий Комнин       | Алексей III Великий Комнин       | Алексей III Великий Комнин       | Алексей III Великий Комнин       | Алексей III Великий Комнин          | Алексей III Великий Комнин          |                                                                                |                                                                                | Феодора Кантакузена                                                            | Феодора Кантакузена                                                            | Феодора Кантакузена                                                            | Феодора Кантакузена                                                            | Феодора Кантакузена                                 | Феодора Кантакузена                                 |                                                     |                                                     |                                           |                                           | Биби-Фатма                                                   | Биби-Фатма    | Биби-Фатма    | Биби-Фатма    | Биби-Фатма                               | Биби-Фатма                               |                                          |                                          | Сефи ад-Дин Исхак Ардебели               | Сефи ад-Дин Исхак Ардебели               | Сефи ад-Дин Исхак Ардебели              | Сефи ад-Дин Исхак Ардебели              | Сефи ад-Дин Исхак Ардебели              | Сефи ад-Дин Исхак Ардебели              |                                         |                                         |  |  |  |  |  |  |  |  |  |  |  |  |  |  |  |  |  |  |  |  |  |  |  |  |  |  |  |  |
|  |  |  |  |  |  |                                 |                                 |                                 |                                 |                                 |                                 |                   |                   |                        |                        |                        |                        | Алексей III Великий Комнин       | Алексей III Великий Комнин       | Алексей III Великий Комнин       | Алексей III Великий Комнин       | Алексей III Великий Комнин          | Алексей III Великий Комнин          |                                                                                |                                                                                | Феодора Кантакузена                                                            | Феодора Кантакузена                                                            | Феодора Кантакузена                                                            | Феодора Кантакузена                                                            | Феодора Кантакузена                                 | Феодора Кантакузена                                 |                                                     |                                                     |                                           |                                           | Биби-Фатма                                                   | Биби-Фатма    | Биби-Фатма    | Биби-Фатма    | Биби-Фатма                               | Биби-Фатма                               |                                          |                                          | Сефи ад-Дин Исхак Ардебели               | Сефи ад-Дин Исхак Ардебели               | Сефи ад-Дин Исхак Ардебели              | Сефи ад-Дин Исхак Ардебели              | Сефи ад-Дин Исхак Ардебели              | Сефи ад-Дин Исхак Ардебели              |                                         |                                         |  |  |  |  |  |  |  |  |  |  |  |  |  |  |  |  |  |  |  |  |  |  |  |  |  |  |  |  |
|  |  |  |  |  |  |                                 |                                 |                                 |                                 |                                 |                                 |                   |                   |                        |                        |                        |                        |                                  |                                  |                                  |                                  |                                     |                                     |                                                                                |                                                                                |                                                                                |                                                                                |                                                                                |                                                                                |                                                     |                                                     |                                                     |                                                     |                                           |                                           |                                                              |               |               |               |                                          |                                          |                                          |                                          |                                          |                                          |                                         |                                         |                                         |                                         |                                         |                                         |  |  |  |  |  |  |  |  |  |  |  |  |  |  |  |  |  |  |  |  |  |  |  |  |  |  |  |  |
|  |  |  |  |  |  | Константин I 1369–1412          | Константин I 1369–1412          | Константин I 1369–1412          | Константин I 1369–1412          | Константин I 1369–1412          | Константин I 1369–1412          |                   |                   |                        |                        |                        |                        |                                  |                                  |                                  |                                  | Мануил III Великий Комнин 1364–1417 | Мануил III Великий Комнин 1364–1417 | Мануил III Великий Комнин 1364–1417                                            | Мануил III Великий Комнин 1364–1417                                            | Мануил III Великий Комнин 1364–1417                                            | Мануил III Великий Комнин 1364–1417                                            |                                                                                |                                                                                |                                                     |                                                     |                                                     |                                                     |                                           |                                           |                                                              |               |               |               |                                          |                                          |                                          |                                          | Садр аль-Дин Муса (1334-1392/3)          | Садр аль-Дин Муса (1334-1392/3)          | Садр аль-Дин Муса (1334-1392/3)         | Садр аль-Дин Муса (1334-1392/3)         | Садр аль-Дин Муса (1334-1392/3)         | Садр аль-Дин Муса (1334-1392/3)         |                                         |                                         |  |  |  |  |  |  |  |  |  |  |  |  |  |  |  |  |  |  |  |  |  |  |  |  |  |  |  |  |
|  |  |  |  |  |  | Константин I 1369–1412          | Константин I 1369–1412          | Константин I 1369–1412          | Константин I 1369–1412          | Константин I 1369–1412          | Константин I 1369–1412          |                   |                   |                        |                        |                        |                        |                                  |                                  |                                  |                                  | Мануил III Великий Комнин 1364–1417 | Мануил III Великий Комнин 1364–1417 | Мануил III Великий Комнин 1364–1417                                            | Мануил III Великий Комнин 1364–1417                                            | Мануил III Великий Комнин 1364–1417                                            | Мануил III Великий Комнин 1364–1417                                            |                                                                                |                                                                                |                                                     |                                                     |                                                     |                                                     |                                           |                                           |                                                              |               |               |               |                                          |                                          |                                          |                                          | Садр аль-Дин Муса (1334-1392/3)          | Садр аль-Дин Муса (1334-1392/3)          | Садр аль-Дин Муса (1334-1392/3)         | Садр аль-Дин Муса (1334-1392/3)         | Садр аль-Дин Муса (1334-1392/3)         | Садр аль-Дин Муса (1334-1392/3)         |                                         |                                         |  |  |  |  |  |  |  |  |  |  |  |  |  |  |  |  |  |  |  |  |  |  |  |  |  |  |  |  |
|  |  |  |  |  |  | Александр I Великий 1386–1446   | Александр I Великий 1386–1446   | Александр I Великий 1386–1446   | Александр I Великий 1386–1446   | Александр I Великий 1386–1446   | Александр I Великий 1386–1446   |                   |                   |                        |                        |                        |                        |                                  |                                  |                                  |                                  | Алексей IV Великий Комнин 1382–1429 | Алексей IV Великий Комнин 1382–1429 | Алексей IV Великий Комнин 1382–1429                                            | Алексей IV Великий Комнин 1382–1429                                            | Алексей IV Великий Комнин 1382–1429                                            | Алексей IV Великий Комнин 1382–1429                                            |                                                                                |                                                                                | Кара-Осман                                          | Кара-Осман                                          | Кара-Осман                                          | Кара-Осман                                          | Кара-Осман                                | Кара-Осман                                |                                                              |               |               |               |                                          |                                          |                                          |                                          |                                          |                                          | Шейх Ходжа Ала ад-Дин Али (1392/3-1429) | Шейх Ходжа Ала ад-Дин Али (1392/3-1429) | Шейх Ходжа Ала ад-Дин Али (1392/3-1429) | Шейх Ходжа Ала ад-Дин Али (1392/3-1429) | Шейх Ходжа Ала ад-Дин Али (1392/3-1429) | Шейх Ходжа Ала ад-Дин Али (1392/3-1429) |  |  |  |  |  |  |  |  |  |  |  |  |  |  |  |  |  |  |  |  |  |  |  |  |  |  |  |  |
|  |  |  |  |  |  | Александр I Великий 1386–1446   | Александр I Великий 1386–1446   | Александр I Великий 1386–1446   | Александр I Великий 1386–1446   | Александр I Великий 1386–1446   | Александр I Великий 1386–1446   |                   |                   |                        |                        |                        |                        |                                  |                                  |                                  |                                  | Алексей IV Великий Комнин 1382–1429 | Алексей IV Великий Комнин 1382–1429 | Алексей IV Великий Комнин 1382–1429                                            | Алексей IV Великий Комнин 1382–1429                                            | Алексей IV Великий Комнин 1382–1429                                            | Алексей IV Великий Комнин 1382–1429                                            |                                                                                |                                                                                | Кара-Осман                                          | Кара-Осман                                          | Кара-Осман                                          | Кара-Осман                                          | Кара-Осман                                | Кара-Осман                                |                                                              |               |               |               |                                          |                                          |                                          |                                          |                                          |                                          | Шейх Ходжа Ала ад-Дин Али (1392/3-1429) | Шейх Ходжа Ала ад-Дин Али (1392/3-1429) | Шейх Ходжа Ала ад-Дин Али (1392/3-1429) | Шейх Ходжа Ала ад-Дин Али (1392/3-1429) | Шейх Ходжа Ала ад-Дин Али (1392/3-1429) | Шейх Ходжа Ала ад-Дин Али (1392/3-1429) |  |  |  |  |  |  |  |  |  |  |  |  |  |  |  |  |  |  |  |  |  |  |  |  |  |  |  |  |
|  |  |  |  |  |  | Багратиони Грузинская 1415-1438 | Багратиони Грузинская 1415-1438 | Багратиони Грузинская 1415-1438 | Багратиони Грузинская 1415-1438 | Багратиони Грузинская 1415-1438 | Багратиони Грузинская 1415-1438 |                   |                   |                        |                        |                        |                        |                                  |                                  |                                  |                                  | Иоанн IV Великий Комнин 1403–1459   | Иоанн IV Великий Комнин 1403–1459   | Иоанн IV Великий Комнин 1403–1459                                              | Иоанн IV Великий Комнин 1403–1459                                              | Иоанн IV Великий Комнин 1403–1459                                              | Иоанн IV Великий Комнин 1403–1459                                              |                                                                                |                                                                                | Али-бег                                             | Али-бег                                             | Али-бег                                             | Али-бег                                             | Али-бег                                   | Али-бег                                   |                                                              |               | Сара-хатун    | Сара-хатун    | Сара-хатун                               | Сара-хатун                               | Сара-хатун                               | Сара-хатун                               |                                          |                                          | Сафи ад-Дин Ибрагим Шейхшах (1429-1447) | Сафи ад-Дин Ибрагим Шейхшах (1429-1447) | Сафи ад-Дин Ибрагим Шейхшах (1429-1447) | Сафи ад-Дин Ибрагим Шейхшах (1429-1447) | Сафи ад-Дин Ибрагим Шейхшах (1429-1447) | Сафи ад-Дин Ибрагим Шейхшах (1429-1447) |  |  |  |  |  |  |  |  |  |  |  |  |  |  |  |  |  |  |  |  |  |  |  |  |  |  |  |  |
|  |  |  |  |  |  | Багратиони Грузинская 1415-1438 | Багратиони Грузинская 1415-1438 | Багратиони Грузинская 1415-1438 | Багратиони Грузинская 1415-1438 | Багратиони Грузинская 1415-1438 | Багратиони Грузинская 1415-1438 |                   |                   |                        |                        |                        |                        |                                  |                                  |                                  |                                  | Иоанн IV Великий Комнин 1403–1459   | Иоанн IV Великий Комнин 1403–1459   | Иоанн IV Великий Комнин 1403–1459                                              | Иоанн IV Великий Комнин 1403–1459                                              | Иоанн IV Великий Комнин 1403–1459                                              | Иоанн IV Великий Комнин 1403–1459                                              |                                                                                |                                                                                | Али-бег                                             | Али-бег                                             | Али-бег                                             | Али-бег                                             | Али-бег                                   | Али-бег                                   |                                                              |               | Сара-хатун    | Сара-хатун    | Сара-хатун                               | Сара-хатун                               | Сара-хатун                               | Сара-хатун                               |                                          |                                          | Сафи ад-Дин Ибрагим Шейхшах (1429-1447) | Сафи ад-Дин Ибрагим Шейхшах (1429-1447) | Сафи ад-Дин Ибрагим Шейхшах (1429-1447) | Сафи ад-Дин Ибрагим Шейхшах (1429-1447) | Сафи ад-Дин Ибрагим Шейхшах (1429-1447) | Сафи ад-Дин Ибрагим Шейхшах (1429-1447) |  |  |  |  |  |  |  |  |  |  |  |  |  |  |  |  |  |  |  |  |  |  |  |  |  |  |  |  |
|  |  |  |  |  |  |                                 |                                 |                                 |                                 |                                 |                                 |                   |                   |                        |                        |                        |                        |                                  |                                  |                                  |                                  |                                     |                                     |                                                                                |                                                                                |                                                                                |                                                                                |                                                                                |                                                                                |                                                     |                                                     |                                                     |                                                     |                                           |                                           |                                                              |               |               |               |                                          |                                          |                                          |                                          |                                          |                                          |                                         |                                         |                                         |                                         |                                         |                                         |  |  |  |  |  |  |  |  |  |  |  |  |  |  |  |  |  |  |  |  |  |  |  |  |  |  |  |  |
|  |  |  |  |  |  |                                 |                                 |                                 |                                 |                                 |                                 |                   |                   |                        |                        |                        |                        |                                  |                                  |                                  |                                  |                                     |                                     |                                                                                |                                                                                |                                                                                |                                                                                |                                                                                |                                                                                |                                                     |                                                     |                                                     |                                                     |                                           |                                           |                                                              |               |               |               |                                          |                                          |                                          |                                          |                                          |                                          |                                         |                                         |                                         |                                         |                                         |                                         |  |  |  |  |  |  |  |  |  |  |  |  |  |  |  |  |  |  |  |  |  |  |  |  |  |  |  |  |
|  |  |  |  |  |  |                                 |                                 | Алексей 1455–1463               | Алексей 1455–1463               | Алексей 1455–1463               | Алексей 1455–1463               | Алексей 1455–1463 | Алексей 1455–1463 |                        |                        |                        |                        |                                  |                                  | Феодора Великая Комнина          | Феодора Великая Комнина          | Феодора Великая Комнина             | Феодора Великая Комнина             | Феодора Великая Комнина                                                        | Феодора Великая Комнина                                                        |                                                                                |                                                                                | Узун-Хасан 1423–1378                                                           | Узун-Хасан 1423–1378                                                           | Узун-Хасан 1423–1378                                | Узун-Хасан 1423–1378                                | Узун-Хасан 1423–1378                                | Узун-Хасан 1423–1378                                |                                           |                                           | Хадидже-хатун                                                | Хадидже-хатун | Хадидже-хатун | Хадидже-хатун | Хадидже-хатун                            | Хадидже-хатун                            |                                          |                                          | Шейх Джунейд (ум. 1460)                  | Шейх Джунейд (ум. 1460)                  | Шейх Джунейд (ум. 1460)                 | Шейх Джунейд (ум. 1460)                 | Шейх Джунейд (ум. 1460)                 | Шейх Джунейд (ум. 1460)                 |                                         |                                         |  |  |  |  |  |  |  |  |  |  |  |  |  |  |  |  |  |  |  |  |  |  |  |  |  |  |  |  |
|  |  |  |  |  |  |                                 |                                 | Алексей 1455–1463               | Алексей 1455–1463               | Алексей 1455–1463               | Алексей 1455–1463               | Алексей 1455–1463 | Алексей 1455–1463 |                        |                        |                        |                        |                                  |                                  | Феодора Великая Комнина          | Феодора Великая Комнина          | Феодора Великая Комнина             | Феодора Великая Комнина             | Феодора Великая Комнина                                                        | Феодора Великая Комнина                                                        |                                                                                |                                                                                | Узун-Хасан 1423–1378                                                           | Узун-Хасан 1423–1378                                                           | Узун-Хасан 1423–1378                                | Узун-Хасан 1423–1378                                | Узун-Хасан 1423–1378                                | Узун-Хасан 1423–1378                                |                                           |                                           | Хадидже-хатун                                                | Хадидже-хатун | Хадидже-хатун | Хадидже-хатун | Хадидже-хатун                            | Хадидже-хатун                            |                                          |                                          | Шейх Джунейд (ум. 1460)                  | Шейх Джунейд (ум. 1460)                  | Шейх Джунейд (ум. 1460)                 | Шейх Джунейд (ум. 1460)                 | Шейх Джунейд (ум. 1460)                 | Шейх Джунейд (ум. 1460)                 |                                         |                                         |  |  |  |  |  |  |  |  |  |  |  |  |  |  |  |  |  |  |  |  |  |  |  |  |  |  |  |  |
|  |  |  |  |  |  |                                 |                                 |                                 |                                 |                                 |                                 |                   |                   |                        |                        |                        |                        |                                  |                                  |                                  |                                  |                                     |                                     |                                                                                |                                                                                |                                                                                |                                                                                |                                                                                |                                                                                |                                                     |                                                     |                                                     |                                                     |                                           |                                           |                                                              |               |               |               |                                          |                                          |                                          |                                          |                                          |                                          |                                         |                                         |                                         |                                         |                                         |                                         |  |  |  |  |  |  |  |  |  |  |  |  |  |  |  |  |  |  |  |  |  |  |  |  |  |  |  |  |
|  |  |  |  |  |  |                                 |                                 |                                 |                                 |                                 |                                 |                   |                   |                        |                        |                        |                        |                                  |                                  |                                  |                                  |                                     |                                     | Алем-шах бегим                                                                 | Алем-шах бегим                                                                 | Алем-шах бегим                                                                 | Алем-шах бегим                                                                 | Алем-шах бегим                                                                 | Алем-шах бегим                                                                 |                                                     |                                                     |                                                     |                                                     |                                           |                                           |                                                              |               |               |               | шейх Гейдар                              | шейх Гейдар                              | шейх Гейдар                              | шейх Гейдар                              | шейх Гейдар                              | шейх Гейдар                              |                                         |                                         |                                         |                                         |                                         |                                         |  |  |  |  |  |  |  |  |  |  |  |  |  |  |  |  |  |  |  |  |  |  |  |  |  |  |  |  |
|  |  |  |  |  |  |                                 |                                 |                                 |                                 |                                 |                                 |                   |                   |                        |                        |                        |                        |                                  |                                  |                                  |                                  |                                     |                                     | Алем-шах бегим                                                                 | Алем-шах бегим                                                                 | Алем-шах бегим                                                                 | Алем-шах бегим                                                                 | Алем-шах бегим                                                                 | Алем-шах бегим                                                                 |                                                     |                                                     |                                                     |                                                     |                                           |                                           |                                                              |               |               |               | шейх Гейдар                              | шейх Гейдар                              | шейх Гейдар                              | шейх Гейдар                              | шейх Гейдар                              | шейх Гейдар                              |                                         |                                         |                                         |                                         |                                         |                                         |  |  |  |  |  |  |  |  |  |  |  |  |  |  |  |  |  |  |  |  |  |  |  |  |  |  |  |  |
|  |  |  |  |  |  |                                 |                                 |                                 |                                 |                                 |                                 |                   |                   |                        |                        |                        |                        |                                  |                                  |                                  |                                  |                                     |                                     |                                                                                |                                                                                |                                                                                |                                                                                |                                                                                |                                                                                |                                                     |                                                     |                                                     |                                                     |                                           |                                           |                                                              |               |               |               |                                          |                                          |                                          |                                          |                                          |                                          |                                         |                                         |                                         |                                         |                                         |                                         |  |  |  |  |  |  |  |  |  |  |  |  |  |  |  |  |  |  |  |  |  |  |  |  |  |  |  |  |
|  |  |  |  |  |  |                                 |                                 |                                 |                                 |                                 |                                 |                   |                   |                        |                        |                        |                        |                                  |                                  |                                  |                                  |                                     |                                     |                                                                                |                                                                                |                                                                                |                                                                                |                                                                                |                                                                                |                                                     |                                                     |                                                     |                                                     |                                           |                                           |                                                              |               |               |               |                                          |                                          |                                          |                                          |                                          |                                          |                                         |                                         |                                         |                                         |                                         |                                         |  |  |  |  |  |  |  |  |  |  |  |  |  |  |  |  |  |  |  |  |  |  |  |  |  |  |  |  |
|  |  |  |  |  |  |                                 |                                 |                                 |                                 |                                 |                                 |                   |                   |                        |                        |                        |                        |                                  |                                  |                                  |                                  |                                     |                                     | Султан Али Сефеви 1488-1494 & Исмаил I 17 июля 1487 – 23 мая 1524 R. 1502–1524 | Султан Али Сефеви 1488-1494 & Исмаил I 17 июля 1487 – 23 мая 1524 R. 1502–1524 | Султан Али Сефеви 1488-1494 & Исмаил I 17 июля 1487 – 23 мая 1524 R. 1502–1524 | Султан Али Сефеви 1488-1494 & Исмаил I 17 июля 1487 – 23 мая 1524 R. 1502–1524 | Султан Али Сефеви 1488-1494 & Исмаил I 17 июля 1487 – 23 мая 1524 R. 1502–1524 | Султан Али Сефеви 1488-1494 & Исмаил I 17 июля 1487 – 23 мая 1524 R. 1502–1524 |                                                     |                                                     |                                                     |                                                     |                                           |                                           |                                                              |               |               |               | Ибрагим                                  | Ибрагим                                  | Ибрагим                                  | Ибрагим                                  | Ибрагим                                  | Ибрагим                                  |                                         |                                         |                                         |                                         |                                         |                                         |  |  |  |  |  |  |  |  |  |  |  |  |  |  |  |  |  |  |  |  |  |  |  |  |  |  |  |  |
|  |  |  |  |  |  |                                 |                                 |                                 |                                 |                                 |                                 |                   |                   |                        |                        |                        |                        |                                  |                                  |                                  |                                  |                                     |                                     | Султан Али Сефеви 1488-1494 & Исмаил I 17 июля 1487 – 23 мая 1524 R. 1502–1524 | Султан Али Сефеви 1488-1494 & Исмаил I 17 июля 1487 – 23 мая 1524 R. 1502–1524 | Султан Али Сефеви 1488-1494 & Исмаил I 17 июля 1487 – 23 мая 1524 R. 1502–1524 | Султан Али Сефеви 1488-1494 & Исмаил I 17 июля 1487 – 23 мая 1524 R. 1502–1524 | Султан Али Сефеви 1488-1494 & Исмаил I 17 июля 1487 – 23 мая 1524 R. 1502–1524 | Султан Али Сефеви 1488-1494 & Исмаил I 17 июля 1487 – 23 мая 1524 R. 1502–1524 |                                                     |                                                     |                                                     |                                                     |                                           |                                           |                                                              |               |               |               | Ибрагим                                  | Ибрагим                                  | Ибрагим                                  | Ибрагим                                  | Ибрагим                                  | Ибрагим                                  |                                         |                                         |                                         |                                         |                                         |                                         |  |  |  |  |  |  |  |  |  |  |  |  |  |  |  |  |  |  |  |  |  |  |  |  |  |  |  |  |
|  |  |  |  |  |  |                                 |                                 |                                 |                                 |                                 |                                 |                   |                   |                        |                        |                        |                        |                                  |                                  |                                  |                                  |                                     |                                     | Тахмасп I 22 февраля 1514 – 14 май 1576 R. 1524–1576                           |                                                                                |                                                                                |                                                                                |                                                                                |                                                                                |                                                     |                                                     |                                                     |                                                     |                                           |                                           |                                                              |               |               |               |                                          |                                          |                                          |                                          |                                          |                                          |                                         |                                         |                                         |                                         |                                         |                                         |  |  |  |  |  |  |  |  |  |  |  |  |  |  |  |  |  |  |  |  |  |  |  |  |  |  |  |  |
|  |  |  |  |  |  |                                 |                                 |                                 |                                 |                                 |                                 |                   |                   |                        |                        |                        |                        |                                  |                                  |                                  |                                  |                                     |                                     |                                                                                |                                                                                |                                                                                |                                                                                |                                                                                |                                                                                |                                                     |                                                     |                                                     |                                                     |                                           |                                           |                                                              |               |               |               |                                          |                                          |                                          |                                          |                                          |                                          |                                         |                                         |                                         |                                         |                                         |                                         |  |  |  |  |  |  |  |  |  |  |  |  |  |  |  |  |  |  |  |  |  |  |  |  |  |  |  |  |
|  |  |  |  |  |  |                                 |                                 |                                 |                                 |                                 |                                 |                   |                   |                        |                        |                        |                        |                                  |                                  |                                  |                                  |                                     |                                     |                                                                                |                                                                                |                                                                                |                                                                                |                                                                                |                                                                                |                                                     |                                                     |                                                     |                                                     |                                           |                                           |                                                              |               |               |               |                                          |                                          |                                          |                                          |                                          |                                          |                                         |                                         |                                         |                                         |                                         |                                         |  |  |  |  |  |  |  |  |  |  |  |  |  |  |  |  |  |  |  |  |  |  |  |  |  |  |  |  |
|  |  |  |  |  |  |                                 |                                 |                                 |                                 |                                 |                                 |                   |                   |                        |                        |                        |                        | Исмаил II 1537–1577 R. 1576–1577 | Исмаил II 1537–1577 R. 1576–1577 | Исмаил II 1537–1577 R. 1576–1577 | Исмаил II 1537–1577 R. 1576–1577 | Исмаил II 1537–1577 R. 1576–1577    | Исмаил II 1537–1577 R. 1576–1577    |                                                                                |                                                                                |                                                                                |                                                                                |                                                                                |                                                                                | Мухаммад Худабенде 1532–1595 R. 1577–1587           | Мухаммад Худабенде 1532–1595 R. 1577–1587           | Мухаммад Худабенде 1532–1595 R. 1577–1587           | Мухаммад Худабенде 1532–1595 R. 1577–1587           | Мухаммад Худабенде 1532–1595 R. 1577–1587 | Мухаммад Худабенде 1532–1595 R. 1577–1587 |                                                              |               |               |               |                                          |                                          | Махди Улья                               | Махди Улья                               | Махди Улья                               | Махди Улья                               | Махди Улья                              | Махди Улья                              |                                         |                                         |                                         |                                         |  |  |  |  |  |  |  |  |  |  |  |  |  |  |  |  |  |  |  |  |  |  |  |  |  |  |  |  |
|  |  |  |  |  |  |                                 |                                 |                                 |                                 |                                 |                                 |                   |                   |                        |                        |                        |                        | Исмаил II 1537–1577 R. 1576–1577 | Исмаил II 1537–1577 R. 1576–1577 | Исмаил II 1537–1577 R. 1576–1577 | Исмаил II 1537–1577 R. 1576–1577 | Исмаил II 1537–1577 R. 1576–1577    | Исмаил II 1537–1577 R. 1576–1577    |                                                                                |                                                                                |                                                                                |                                                                                |                                                                                |                                                                                | Мухаммад Худабенде 1532–1595 R. 1577–1587           | Мухаммад Худабенде 1532–1595 R. 1577–1587           | Мухаммад Худабенде 1532–1595 R. 1577–1587           | Мухаммад Худабенде 1532–1595 R. 1577–1587           | Мухаммад Худабенде 1532–1595 R. 1577–1587 | Мухаммад Худабенде 1532–1595 R. 1577–1587 |                                                              |               |               |               |                                          |                                          | Махди Улья                               | Махди Улья                               | Махди Улья                               | Махди Улья                               | Махди Улья                              | Махди Улья                              |                                         |                                         |                                         |                                         |  |  |  |  |  |  |  |  |  |  |  |  |  |  |  |  |  |  |  |  |  |  |  |  |  |  |  |  |
|  |  |  |  |  |  |                                 |                                 |                                 |                                 |                                 |                                 |                   |                   |                        |                        |                        |                        |                                  |                                  |                                  |                                  |                                     |                                     |                                                                                |                                                                                |                                                                                |                                                                                |                                                                                |                                                                                |                                                     |                                                     |                                                     |                                                     |                                           |                                           |                                                              |               |               |               |                                          |                                          |                                          |                                          |                                          |                                          |                                         |                                         |                                         |                                         |                                         |                                         |  |  |  |  |  |  |  |  |  |  |  |  |  |  |  |  |  |  |  |  |  |  |  |  |  |  |  |  |
|  |  |  |  |  |  |                                 |                                 |                                 |                                 |                                 |                                 |                   |                   |                        |                        |                        |                        |                                  |                                  |                                  |                                  |                                     |                                     |                                                                                |                                                                                |                                                                                |                                                                                |                                                                                |                                                                                |                                                     |                                                     |                                                     |                                                     |                                           |                                           | Аббас I Великий 27 января 1571 – 19 января 1629 R. 1587–1629 |               |               |               |                                          |                                          |                                          |                                          |                                          |                                          |                                         |                                         |                                         |                                         |                                         |                                         |  |  |  |  |  |  |  |  |  |  |  |  |  |  |  |  |  |  |  |  |  |  |  |  |  |  |  |  |
|  |  |  |  |  |  |                                 |                                 |                                 |                                 |                                 |                                 |                   |                   |                        |                        |                        |                        |                                  |                                  |                                  |                                  |                                     |                                     |                                                                                |                                                                                |                                                                                |                                                                                |                                                                                |                                                                                |                                                     |                                                     |                                                     |                                                     |                                           |                                           |                                                              |               |               |               |                                          |                                          |                                          |                                          |                                          |                                          |                                         |                                         |                                         |                                         |                                         |                                         |  |  |  |  |  |  |  |  |  |  |  |  |  |  |  |  |  |  |  |  |  |  |  |  |  |  |  |  |
|  |  |  |  |  |  |                                 |                                 |                                 |                                 |                                 |                                 |                   |                   |                        |                        |                        |                        |                                  |                                  |                                  |                                  |                                     |                                     |                                                                                |                                                                                |                                                                                |                                                                                |                                                                                |                                                                                |                                                     |                                                     |                                                     |                                                     |                                           |                                           |                                                              |               |               |               |                                          |                                          |                                          |                                          |                                          |                                          |                                         |                                         |                                         |                                         |                                         |                                         |  |  |  |  |  |  |  |  |  |  |  |  |  |  |  |  |  |  |  |  |  |  |  |  |  |  |  |  |
|  |  |  |  |  |  |                                 |                                 |                                 |                                 |                                 |                                 |                   |                   |                        |                        |                        |                        |                                  |                                  |                                  |                                  |                                     |                                     |                                                                                |                                                                                |                                                                                |                                                                                | Сафи-мирза born. 1587 killed 1615 шехзаде 1587–1615                            | Сафи-мирза born. 1587 killed 1615 шехзаде 1587–1615                            | Сафи-мирза born. 1587 killed 1615 шехзаде 1587–1615 | Сафи-мирза born. 1587 killed 1615 шехзаде 1587–1615 | Сафи-мирза born. 1587 killed 1615 шехзаде 1587–1615 | Сафи-мирза born. 1587 killed 1615 шехзаде 1587–1615 |                                           |                                           |                                                              |               |               |               | Имам Кули-мирза шехзаде 1627 Killed 1627 | Имам Кули-мирза шехзаде 1627 Killed 1627 | Имам Кули-мирза шехзаде 1627 Killed 1627 | Имам Кули-мирза шехзаде 1627 Killed 1627 | Имам Кули-мирза шехзаде 1627 Killed 1627 | Имам Кули-мирза шехзаде 1627 Killed 1627 |                                         |                                         |                                         |                                         |                                         |                                         |  |  |  |  |  |  |  |  |  |  |  |  |  |  |  |  |  |  |  |  |  |  |  |  |  |  |  |  |
|  |  |  |  |  |  |                                 |                                 |                                 |                                 |                                 |                                 |                   |                   |                        |                        |                        |                        |                                  |                                  |                                  |                                  |                                     |                                     |                                                                                |                                                                                |                                                                                |                                                                                | Сафи-мирза born. 1587 killed 1615 шехзаде 1587–1615                            | Сафи-мирза born. 1587 killed 1615 шехзаде 1587–1615                            | Сафи-мирза born. 1587 killed 1615 шехзаде 1587–1615 | Сафи-мирза born. 1587 killed 1615 шехзаде 1587–1615 | Сафи-мирза born. 1587 killed 1615 шехзаде 1587–1615 | Сафи-мирза born. 1587 killed 1615 шехзаде 1587–1615 |                                           |                                           |                                                              |               |               |               | Имам Кули-мирза шехзаде 1627 Killed 1627 | Имам Кули-мирза шехзаде 1627 Killed 1627 | Имам Кули-мирза шехзаде 1627 Killed 1627 | Имам Кули-мирза шехзаде 1627 Killed 1627 | Имам Кули-мирза шехзаде 1627 Killed 1627 | Имам Кули-мирза шехзаде 1627 Killed 1627 |                                         |                                         |                                         |                                         |                                         |                                         |  |  |  |  |  |  |  |  |  |  |  |  |  |  |  |  |  |  |  |  |  |  |  |  |  |  |  |  |
|  |  |  |  |  |  |                                 |                                 |                                 |                                 |                                 |                                 |                   |                   |                        |                        |                        |                        |                                  |                                  |                                  |                                  |                                     |                                     |                                                                                |                                                                                |                                                                                |                                                                                | Сефи I 1611 – 12 мая 1624 R. 1629–1642                                         |                                                                                |                                                     |                                                     |                                                     |                                                     |                                           |                                           |                                                              |               |               |               |                                          |                                          |                                          |                                          |                                          |                                          |                                         |                                         |                                         |                                         |                                         |                                         |  |  |  |  |  |  |  |  |  |  |  |  |  |  |  |  |  |  |  |  |  |  |  |  |  |  |  |  |
|  |  |  |  |  |  |                                 |                                 |                                 |                                 |                                 |                                 |                   |                   |                        |                        |                        |                        |                                  |                                  |                                  |                                  |                                     |                                     |                                                                                |                                                                                |                                                                                |                                                                                |                                                                                |                                                                                |                                                     |                                                     |                                                     |                                                     |                                           |                                           |                                                              |               |               |               |                                          |                                          |                                          |                                          |                                          |                                          |                                         |                                         |                                         |                                         |                                         |                                         |  |  |  |  |  |  |  |  |  |  |  |  |  |  |  |  |  |  |  |  |  |  |  |  |  |  |  |  |
|  |  |  |  |  |  |                                 |                                 |                                 |                                 |                                 |                                 |                   |                   |                        |                        |                        |                        |                                  |                                  |                                  |                                  |                                     |                                     |                                                                                |                                                                                |                                                                                |                                                                                | Аббас II 31 декабря 1632 – 25 октября 1666 R. 1642–1666                        |                                                                                |                                                     |                                                     |                                                     |                                                     |                                           |                                           |                                                              |               |               |               |                                          |                                          |                                          |                                          |                                          |                                          |                                         |                                         |                                         |                                         |                                         |                                         |  |  |  |  |  |  |  |  |  |  |  |  |  |  |  |  |  |  |  |  |  |  |  |  |  |  |  |  |
|  |  |  |  |  |  |                                 |                                 |                                 |                                 |                                 |                                 |                   |                   |                        |                        |                        |                        |                                  |                                  |                                  |                                  |                                     |                                     |                                                                                |                                                                                |                                                                                |                                                                                |                                                                                |                                                                                |                                                     |                                                     |                                                     |                                                     |                                           |                                           |                                                              |               |               |               |                                          |                                          |                                          |                                          |                                          |                                          |                                         |                                         |                                         |                                         |                                         |                                         |  |  |  |  |  |  |  |  |  |  |  |  |  |  |  |  |  |  |  |  |  |  |  |  |  |  |  |  |
|  |  |  |  |  |  |                                 |                                 |                                 |                                 |                                 |                                 |                   |                   |                        |                        |                        |                        |                                  |                                  |                                  |                                  |                                     |                                     |                                                                                |                                                                                |                                                                                |                                                                                | Солейман Сефи (Шах Сефи II) 1659 – 29 июня 1694 R. 1666–1694                   |                                                                                |                                                     |                                                     |                                                     |                                                     |                                           |                                           |                                                              |               |               |               |                                          |                                          |                                          |                                          |                                          |                                          |                                         |                                         |                                         |                                         |                                         |                                         |  |  |  |  |  |  |  |  |  |  |  |  |  |  |  |  |  |  |  |  |  |  |  |  |  |  |  |  |
|  |  |  |  |  |  |                                 |                                 |                                 |                                 |                                 |                                 |                   |                   |                        |                        |                        |                        |                                  |                                  |                                  |                                  |                                     |                                     |                                                                                |                                                                                |                                                                                |                                                                                |                                                                                |                                                                                |                                                     |                                                     |                                                     |                                                     |                                           |                                           |                                                              |               |               |               |                                          |                                          |                                          |                                          |                                          |                                          |                                         |                                         |                                         |                                         |                                         |                                         |  |  |  |  |  |  |  |  |  |  |  |  |  |  |  |  |  |  |  |  |  |  |  |  |  |  |  |  |
|  |  |  |  |  |  |                                 |                                 |                                 |                                 |                                 |                                 |                   |                   |                        |                        |                        |                        |                                  |                                  |                                  |                                  |                                     |                                     |                                                                                |                                                                                |                                                                                |                                                                                | Солтан Хусейн                                                                  |                                                                                |                                                     |                                                     |                                                     |                                                     |                                           |                                           |                                                              |               |               |               |                                          |                                          |                                          |                                          |                                          |                                          |                                         |                                         |                                         |                                         |                                         |                                         |  |  |  |  |  |  |  |  |  |  |  |  |  |  |  |  |  |  |  |  |  |  |  |  |  |  |  |  |
|  |  |  |  |  |  |                                 |                                 |                                 |                                 |                                 |                                 |                   |                   |                        |                        |                        |                        |                                  |                                  |                                  |                                  |                                     |                                     |                                                                                |                                                                                |                                                                                |                                                                                |                                                                                |                                                                                |                                                     |                                                     |                                                     |                                                     |                                           |                                           |                                                              |               |               |               |                                          |                                          |                                          |                                          |                                          |                                          |                                         |                                         |                                         |                                         |                                         |                                         |  |  |  |  |  |  |  |  |  |  |  |  |  |  |  |  |  |  |  |  |  |  |  |  |  |  |  |  |
|  |  |  |  |  |  |                                 |                                 |                                 |                                 |                                 |                                 |                   |                   |                        |                        |                        |                        |                                  |                                  |                                  |                                  |                                     |                                     |                                                                                |                                                                                |                                                                                |                                                                                | Тахмасп II 1704–1740 R. 1729–1732                                              |                                                                                |                                                     |                                                     |                                                     |                                                     |                                           |                                           |                                                              |               |               |               |                                          |                                          |                                          |                                          |                                          |                                          |                                         |                                         |                                         |                                         |                                         |                                         |  |  |  |  |  |  |  |  |  |  |  |  |  |  |  |  |  |  |  |  |  |  |  |  |  |  |  |  |
|  |  |  |  |  |  |                                 |                                 |                                 |                                 |                                 |                                 |                   |                   |                        |                        |                        |                        |                                  |                                  |                                  |                                  |                                     |                                     |                                                                                |                                                                                |                                                                                |                                                                                |                                                                                |                                                                                |                                                     |                                                     |                                                     |                                                     |                                           |                                           |                                                              |               |               |               |                                          |                                          |                                          |                                          |                                          |                                          |                                         |                                         |                                         |                                         |                                         |                                         |  |  |  |  |  |  |  |  |  |  |  |  |  |  |  |  |  |  |  |  |  |  |  |  |  |  |  |  |
|  |  |  |  |  |  |                                 |                                 |                                 |                                 |                                 |                                 |                   |                   |                        |                        |                        |                        |                                  |                                  |                                  |                                  |                                     |                                     |                                                                                |                                                                                |                                                                                |                                                                                | Аббас III 1731–1740 R. 1732–1736                                               |                                                                                |                                                     |                                                     |                                                     |                                                     |                                           |                                           |                                                              |               |               |               |                                          |                                          |                                          |                                          |                                          |                                          |                                         |                                         |                                         |                                         |                                         |                                         |  |  |  |  |  |  |  |  |  |  |  |  |  |  |  |  |  |  |  |  |  |  |  |  |  |  |  |  |

## Идентичность
Сефевиды к правлению Шаха Исмаила I, основателя Сефевидского государства, уже тюркизировались. Сам Шах не думал о себе, как о иранском носители культуры и правителе. Насруллах-Фалсафи вообще заявляет, что Шах Исмаил ненавидел всё персидское, имея характер, свойственный тюрку. В молодости Исмаил будет писать стихи на тюркском, объявляя себя тюркским святым. По мнению Бакуе-Краммонта, Шах Исмаил более тюрк ментально, чем соседняя тюркская по происхождению династия осман.
Сефевиды ни в коем случае не возрождали иранское государство спустя столь тёмные века для иранских народов, так как были не больше иранцами, чем Тимуридские и Туркоманские предшественники. Сефевиды считали себя выше любой другой этнической группы и с гордостью называли себя тюрками, сравнивая свою родословную с тюрками Тимуридами. По мнению Джона Вудса, правление Сефевидов — это новое проявление Баяндура(тюркское племя, которое правило тюркским государством Ак-коюнлу). Каста «таджиков»(не тюрков) у Сефевидов была на таком же уровне, как и у тюрков Сельджукидов, то есть, на низшем.
Сефи Ад-дин, основатель суфийского ордена Сефевие, упоминается, как тюркский юноша. Сефевидские шейхи ордена Сефевие давали учения новой ветки суфизма, образованного в результате смешения чистого суннизма с религиозностью тюрков-мюридов, которые привнесли Сефевидским муршидам шиитские, мессианистические элементы.
Помимо жизни среди тюрков-кызылбашей, Сефевиды женились на принцессах из их племён, разговаривали на их языке и сохраняли традиции правителей тюркских. Так, например, назначение старшего сына в важную провинцию под контроль сильного тюркского эмира было частью тюркского наследия ещё со времён Сельджукидов. Трёхлетний сын Исмаила I, Тахмасп I, был назначен властителем важной области Хорасан Исмаилом, соблюдая тюркское предание. Ещё одной древней тюркский традицией было принятие тадж-хейдари Сефевидским тарикатом, по мнению Питера Голдена. Сефевиды использовали тюркские титулы в отношении себя в официальных источниках. К примеру, «султан», «бахандур-хан», «хаган».
По мнению Сумера, пришедшие на смену Сефевидов тюркские по происхождению и идентичности династии Каджаридов и Афшаридов, решившие судьбу Ирана после смуты, считали себя потомками, преемниками тюркских завоевателей из рода Сефевидского.

## Образ жизни
Сефевиды сохранили и образ жизни тюрков Средневековья, кочевничество. В 16-м веке место, из которого шли указы от Сефевидских монархов подданным была не столица, а царский лагерь (ordu-yi humayun), который не имел определённого местонахождение. Сефевидские Шахи летом были в одном месте, зимой — уже в другом, другими словами — кочевали. Такому жизненному укладу придерживались все тюрки Средневековья, кроме осман.

## Языковая ситуация

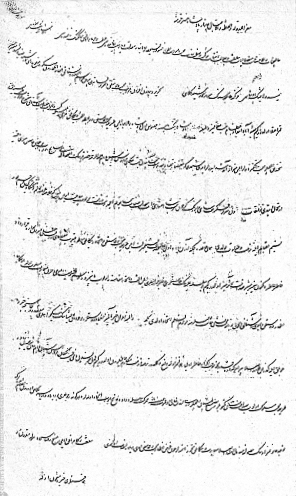
Письмо Сефи I императору Австрии и королю Венгрии Карлу II Фердинанду на тюркском языке (XVII век)

Хотя происхождение Сефевидов достоверно неизвестно, среди историков существует консенсус, что уже в XV веке представители династии использовали азербайджанский тюркский язык в качестве родного и такое положение дел сохранялось как минимум до 1722 года, когда Сефевидское государство было уничтожено афганской династией Хотаки.
В зависимости от своих взглядов на происхождение династии, историки считают ранних Сефевидов тюркизовавшимися в XIV—XV веках или изначально тюркоязычным кланом. Известно то, что предок Сефевидов Шейх Сефи Ардебили писал стихи на гилянском диалекте Ирана (по другим данным на иранском языке адари), фарси а также возможно на тюркском.
По мнению В. Ф. Минорского, они также (безотносительно к своему происхождению) владели и персидским, как родным. Английский ориенталист Э. Денисон Росс высказывал мнение, что Шах Исмаил выучил фарси лишь будучи подростком.
Некоторые представители династии писали стихи на азербайджанском тюркском языке и на фарси. В частности, основатель династии Исмаил I, писавший стихи под псевдонимом Хатаи, считается классиком азербайджанской поэзии, а шах Аббас II также писал тюркские стихи под псевдонимом Тани.
В начале правления Сефевидов в Иране, династия опиралась на тюркские племена кызылбашей и утвердила тюркский язык в качестве языка двора и армии, так как казылбаши, как отмечает Джевн де Тевонд были весьми горделивыми и надменными и при любом удобном случае показывали свою этническую принадлежность, как способ возвышения над обычными персидскими горожанами. Исмаил, используя простой язык и обращаясь к казылбашам на их родном языке, взращивал них веру в то, что он был проявлением тюркского святого. Стихи шаха Исмаила, написанные под псевдонимом Хатаи на южнотюркском (туркоманском) диалекте, непосредственно связанном с азербайджанским тюркским языком, на котором говорят в Северо-Западной Персии и Северо-Восточном Закавказье, сыграл важную роль у Сефевидов. Персидский же был языком гражданской администрации; по-персидски же писались надписи на монетах. С началом XVII, с переносом столицы в Исфахан, в государстве Сефевидов происходит усиление иранского влияния, и персидский язык вытесняет тюркский в официальных сферах, однако при сефевидском дворе по-прежнему говорили почти исключительно на азербайджанском тюркском. По мнению Роджера Сейвори, то что Сефевиды использовали азербайджанский тюркский язык вместо персидского, как и кызылбаши, являлся отказом от классических стандартов прежних времен (До тюркских завоеваний).
Виллем Флор и Хасан Джавади сходятся во мнении, что тюркский, использовавшийся при сефевидском дворе, был именно тем, что сейчас называют азербайджанским языком, хоть и тогда его называли разными именами — кызылбашским тюркским (название использовалось поэтом Садиги Афшаром и Абдол-Джамилем Насири), тюрки (основное наименование), turquesco (использовалось португальцами) и т. д. Рафаэль дю Манс, который также написал во время пребывания в Сефевидском государстве грамматику и словарь азербайджанского языка, называл этот язык «аджамским тюркским».

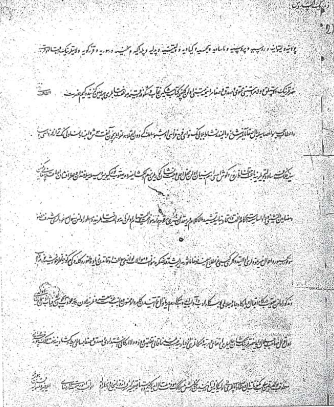
Письмо Султан Хусейна на тюркском языке королю Польши и курфюрсту Саксонии Августу II (XVII—XVIII века)

Так, по сообщению Адама Олеария, посетившего Персию во времена правления шаха Сефи I, при дворе Сефевидов говорили на тюркском языке, а персидскую речь можно было услышать крайне редко, и поэтому большинство персов учили в дополнение к своему языку и тюркский. О том, что языком двора был тюркский, упоминают и другие посетители Сефевидского двора. Так, в 1607 году кармелиты сообщали, что «тюркский язык обычно используем Шах Аббасом, вельможами и солдатами». Пьетро делла Валле писал, что кызылбаши ему сказали, что «тюркский язык мужественный и подходит воинам, поэтому шах и эмиры говорят на нём». Во времена Шах Аббаса II, кармелиты сообщали, что «тюрки (тюркский язык) язык двора и широко распространен в Исфахане и на севере страны». Жан Шарден писал о кызылбашах, что «эти люди, как и их язык, так распространены на севере страны и при дворе, что всех иранцев называют кызылбашами». В 1660 году Рафаэль дю Манс писал, что «повседневный язык Ирана персидский для простолюдинов и тюркский для двора». Согласно Кемпферу, посетившему Иран в 1670-х, «тюркский язык общепринятый язык при иранском дворе, а также родной язык Сефевидов, в отличие от языка простолюдинов. Использование тюркского распространилось со двора на магнатов и знать и, наконец, до тех, кто желает получить выгоду от шаха, так что сегодня считается почти позорным не знать уважаемому человеку тюркский». Французский миссионер Сансон, который жил в Иране между 1684 и 1695, писал, что иранцы регулярно взывали к духовной силе шаха с выражениями «qorban olim, din imanum padshah, bachunha dunim» (азерб. qurban olum, din imanım padşah, başına dönüm). По свидетельству иностранных посетителей, разговорный тюркский был распространён среди всех слоёв населения страны, как лингва франка.
Виллем Флоор и Хасан Джавади отмечают, что азербайджанский язык был языком сефевидского двора до самого падения династии и даже шах Хусейн (1694—1722) был прозван yakhshi dir (азерб. yaxşıdır; это хорошо) за то, что он не интересовался политикой и соглашался с любым вельможей, что-то предлагавшим ему, с такими словами.
Турецкий историк Джихат Айдогмушоглу отмечает, что официальная переписка Сефевидов с другими правительствами велась преимущественно на фарси, но также и на тюркском. Роджер Сейвори также утверждает, что переписка во времена Шах Исмаила с тюркскими правителями велась на тюркском. Например, на тюркском языке были написаны письмо Шаха Исмаила I Муса-беку Тургутлу из бейлика Караман (1512; хранится в архиве Топкапы), письмо узбекского хана Абдулмумина Шах Аббасу I (1592; из сефевидской хроники „Nekâvetü’l Âsâr fi Zikri’l Ahyâr“), письмо Шах Аббаса II ширванскому беглербеку (1659/1660; из сефевидской хроники „Ravzatü’s Safa-yı Nâsırî“ и „Аббаснаме“.
Виллем Флор и Хасан Джавади указывают на то, что переписка „кызылбашских царей“ с русскими царями велась на азербайджанском тюркском и персидском, так, русские источники сообщали, что „Великие посланники (России) пожелали в разговорах с придворными, Ильхтам-Давлетом и его коллегами, чтобы ответ Шаха был на Тюркском, но на Татарском шрифте“.
Сефевиды покровительствовали тюркской литературе. В Исфахане творили такие азербайджанские поэты как Ковси Тебризи, Мухсин Тесир, Месихи, Саиб Тебризи и Мелик-бек. Эвлия Челиби сообщал, что на момент его посещения Тебриза там творили не менее 78 поэтов.

## Ранние Сефевиды
Родоначальником и эпонимом Сефевидов является шейх Сафи-ад-дин Фируз Фатх Исхак Ардабили (1252—1334). Сефевиды объявили себя потомками шиитского имама Мусы аль-Казима, корни которого восходят к пророку Мухаммаду и Али ибн Абу Талибу для легитимизации власти. Потомки Фируз-Шаха были мусульмане-сунниты, хотя в XV веке Сефевиды перешли в шиизм. Сафи-ад-дин был любимым мюридом и зятем шейха Захида Гилани, основателя суфийского ордена Захидия. Унаследовав власть над этим орденом после смерти Захида Гилани в 1301 году, он преобразовал этот орден в орден Сефевие. Орден имел поддержку и славу у туркоманских племён, говоривших на азербайджанском языке, восточной Анатолии, Азербайджана и севера Сирии. Сафи-ад-дин имел титул mürşid-i kamil (идеальный проводник), позже этот титул будет нести и основатель Сефевидского государства, Исмаил I. При сыне Сафи-ад-Дина Садр-уд-дине Мусе (ум. 1391/92) орден превратился в широкое религиозное движение, которое повело пропаганду по всему Ближнему Востоку. При этом он сохранял свой суннитский характер. После его смерти орден возглавляли его потомки: сын Али (ум. 1429), внук Ибрагим (ум. 1447) и правнук Джунейд (ум. 1459). Последний, имея большую власть, под давлением правителя Кара-Коюнлу Джаханшаха был вынужден бежать под защиту главы династии Ак Коюнлу Узун-Хасана, женившись на его сестре Хадидже Бегум в 1456/1459 году. После гибели Джунейда в бою с ширванцами, орден возглавил его сын шейх Гейдар (ум. 1488). Последний был женат на Алемшах-бегим (христианское имя Марта), родившейся от брака Узун-Хасана и Феодоры — дочери трапезундского императора Иоанна IV Комнина. От этого брака родился будущий шах Исмаил.
После убийства Гейдара при неизвестных обстоятельствах, трое его сыновей — Султан Али, Ибрагим Мирза и Исмаил были брошены в темницу в Истахре. Вскоре, Султан Али был убит, а Ибрагим Мирза умер в Гиляне. Таким образом, Исмаил оказался последним выжившим представителем сефевидского рода. Само семейство Сефевидов было частью племенной группы Ак-Коюнлу. К тому времени ардебильские шейхи обладали крупной боевой силой в лице своих мюридов из различных тюркских кочевых племен, которые носили чалму с двенадцатью красными полосками в честь 12 имамов, за что и были прозваны „Кызылбаши“ („красноголовые“). Так же отличительными внешними чертами были длинные азербайджанские усы и чуб на бритой голове. Казылбаши испускали военный клич на азербайджанском перед боем : „О мой пир, мой мюршид, да буду я жертвой за него“. Опираясь именно на эти племена, Шах Исмаил пришёл к власти, сначала вторгшись в 1500 г. в Ширван, а в следующем 1501 г. завоевал Тебриз, где и принял шахский титул, основав таким образом государство Сефевидов. После своих завоеваний Исмаил распределял пленных, захваченные трофеи и земли между казылбашскими наместниками. Таким образом, тюркские по происхождению и языку племена стали повсеместно господствовать в Иране над коренным населением. В Иране появилось привилегированное и могущественное сословие, которые занимало все высшие и гражданские посты, должности и правило народом Ирана полновластно и могущественно. Тюрки-кызылбаши находили позором быть под командованием перса, кызылбаши в целом ненавидели персидскую культуру и не смешивались свободно с коренными народами Ирана. Поэтому, в период Сефевидов, несмотря на то, что шаха называли шахиншахом Ирана, страну Иран именовали Кызылбашским государством (Мемлекет-и Кызылбаш).

## Сефевиды приИсмаиле I

Шах Исмаил I — Первый представитель династии Сефевидской Империи

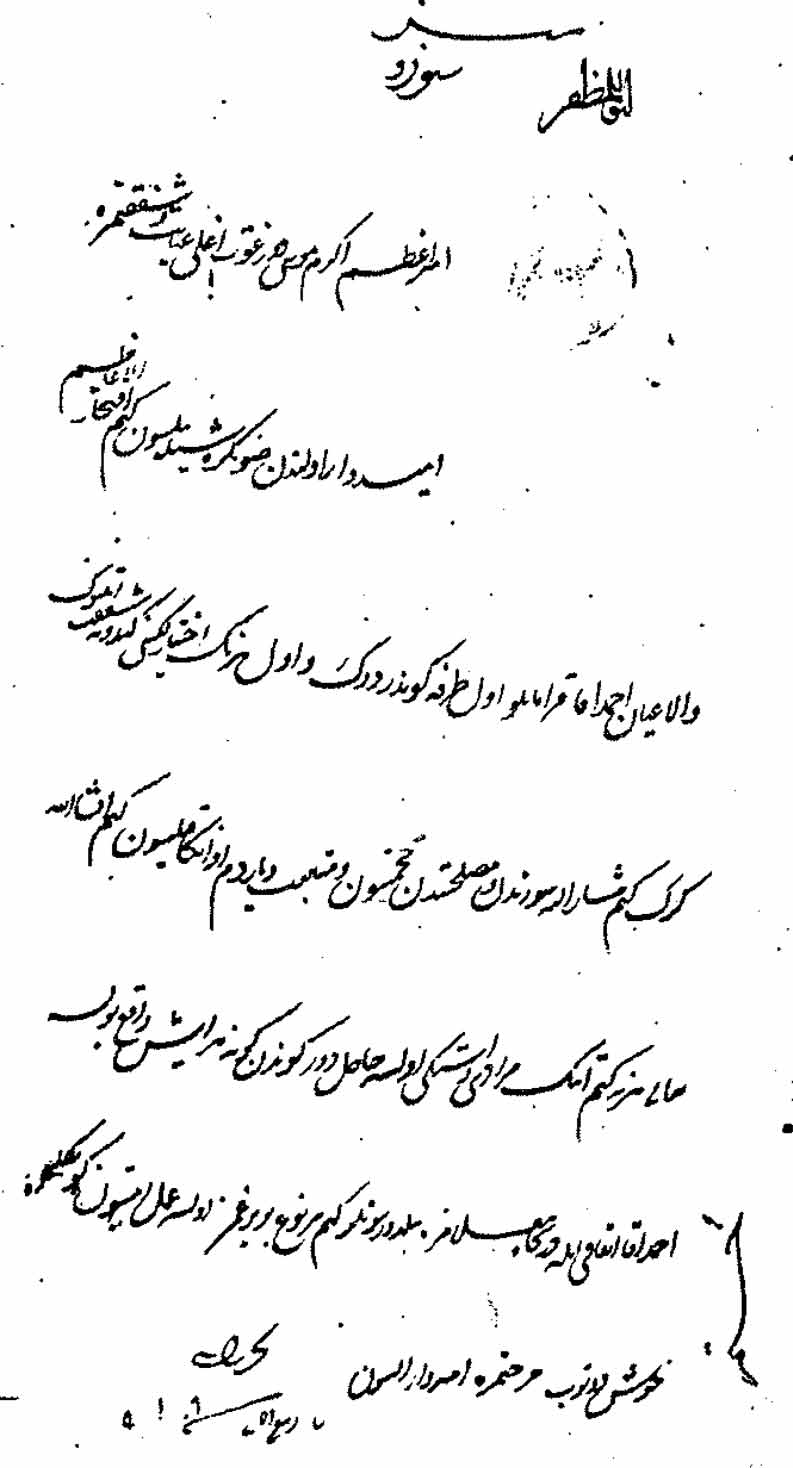
Письмо Шах Исмаила Амиру Муса Догурту на азербайджанском (тюркском) языке 23 мая 1512

Первый представитель династии Сефевидов известен в истории не только как военачальник и основатель государства, но и как средневековый азербайджанский поэт, писавший под псевдонимом Хатаи. Коллекция его стихов на азербайджанском языке опубликована в виде „Дивана“ Хатаи, известны также и несколько его стихов на фарси.
В одном из своих стихов Шах Исмаил писал: „Xətai da natiq oldu, Türkistanın piri oldu“, смысловым переводом которого согласно Владимиру Минорскому является „Бог пришел к речи в лице Хатаи, который стал наставником тюрок (Азербайджана)“.
При Исмаиле государственные наместники назначались исключительно из тюрков-кызылбашей. Они собирали налоги и использовали доходы для содержания своих домашних хозяйств и своих вооруженных сил. Их единственным обязательством перед шахом было привести оговоренное количество конного войска, чтобы служить ему, когда это потребуется, и послать ему дорогой подарок на Новый год. Они носили титул эмира и главнейший среди них председательствовал на уменьшенной версии королевского двора и центральной администрации. Эти феодальные владения могли быть, а иногда и отменялись шахом, но существовала неизбежная тенденция к тому, чтобы рассматривать их наследственным владением одного племени. Кызылбаши, изначально фанатично преданные Исмаилу, были представителями тюркских племён Анатолии и Азербайджана; при их же содействии он и его преемники могли выдерживать, иногда даже победоносно, беспрестанные натиски тюрков-суннитов: с востока — шейбанидов (Хивы и Бухары), с запада — османских турок.
К 1508 году, сделавшись владетелем всех земель государства Ак-коюнлу Узун-Хасана (также деда Исмаила по материнской линии), Исмаил стал соседом прежних владений Бейкары, занятых шейбанидами, и вступил с ними в войну; в 1510 г. шейбаниды были изгнаны из Хорасана в Трансоксанию. С Османской империей началась война из-за того, что османский султан Селим I казнил 40 тысяч шиитов, живших в подвластной ему Анатолии (1513). В 1514 году близ местечка Чалдыран Селиму удалось разбить сефевидскую армию и захватить Тебриз. Однако ввиду чрезвычайно холодной зимы 1514—1515 годов, а также изнурения османского войска, Селим I не продолжил вторжение в Иран и покинул Азербайджан, ограничившись взятием Восточной Анатолии и Месопотамии. После смерти Селима (1519) Исмаил завоевал Грузию, однако фанатичная вера кызылбашей в непобедимость Исмаила сильно пошатнулась после поражения Сефевидов в вышеуказанной Чалдыранской битве.

## От Исмаила до Аббаса Великого (1524—1587)

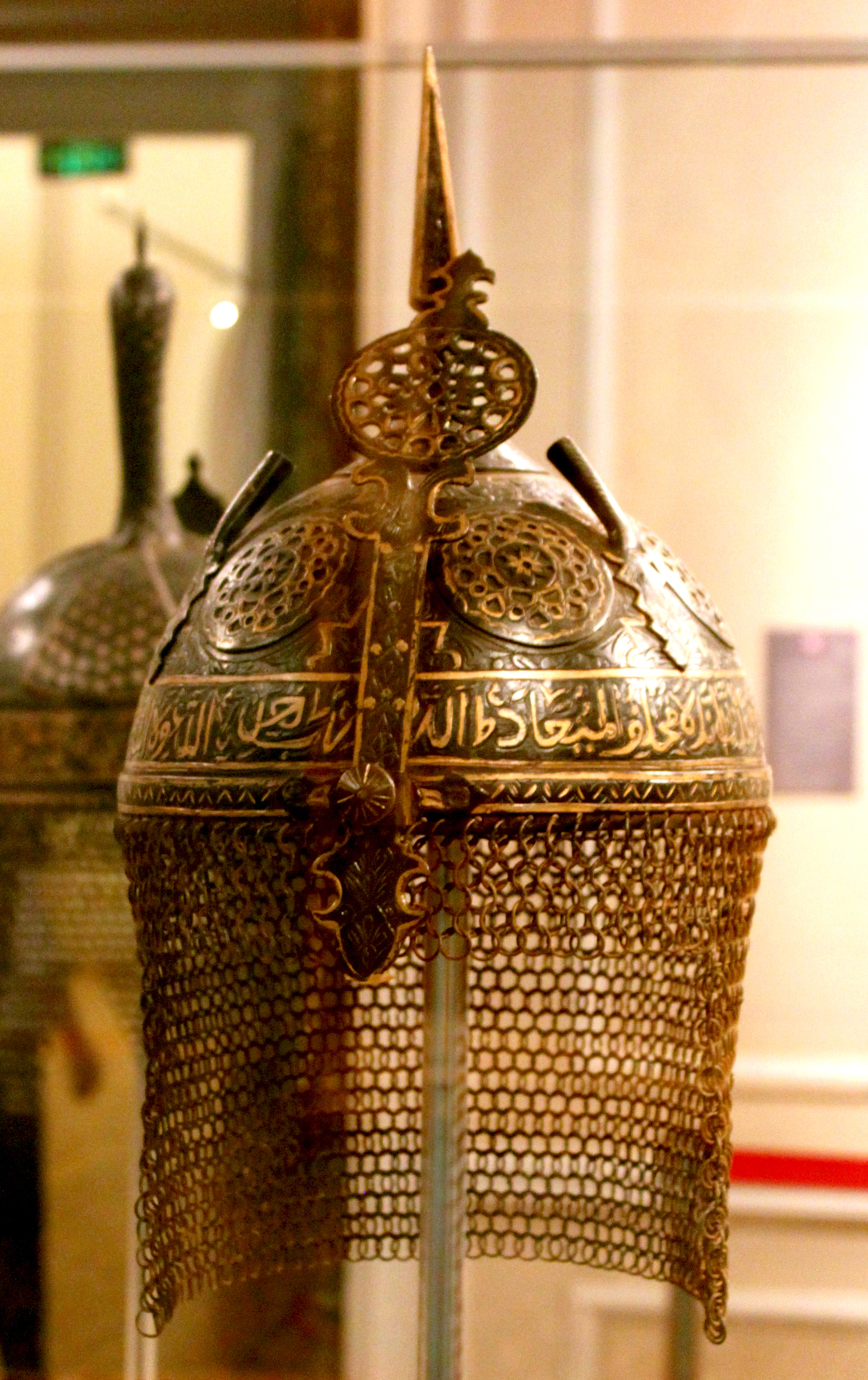
Шлем эпохи Сефевидов. Национальный музей искусств Азербайджана, Баку

При шахе Тахмаспе I (1524—1576) османские турки в 1534 году завоевали Восточную Анатолию до озера Ван и Ирак с Багдадом и шиитскими святынями Неджефом и Кербелой, а в 1549 и 1554 годах несколько раз производили разорительные нападения на Азербайджан (пришлось перенести столицу из Тебриза в более защищенный Казвин); на восточной границе шла изнурительная война с шейбанидами. В 1555 году был подписан мир с турками, по которому сефевиды признали османские завоевания.
Дети Тахмаспа — Гейдар (1576), Исмаил II (1576—1577), полуслепой Мохаммад I Худабенде (1577—1586) — возводились и свергались кызылбашами; извне нападали на страну шейбаниды и турки, овладевшие Азербайджаном. В 1582 г. хорасанские кызылбаши провозгласили шахом младшего сына Мохаммеда, своего хорасанского наместника, талантливого Аббаса, и через четыре года доставили ему престол.

## Расцвет Сефевидского государства при Аббасе I Великом

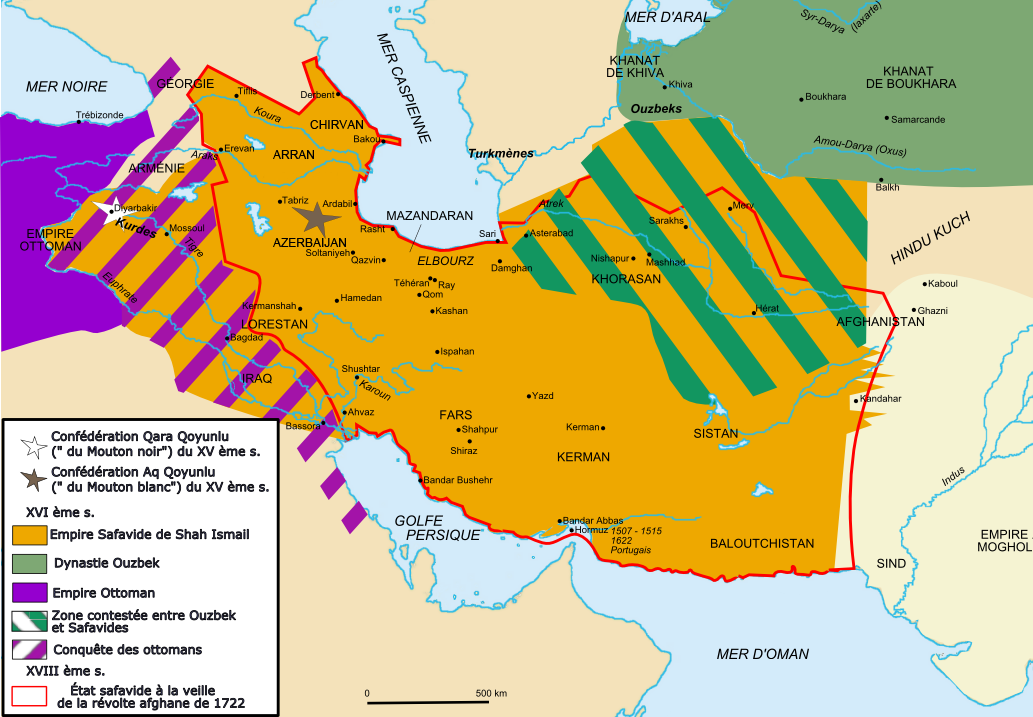
Вторжения завоевателей и потери территорий государства Сефевидов

Аббас I Великий (1586—1628) раз и навсегда устранил возможность повторения кызылбашских междоусобий: была образована специальная „шахская дружина“ („шах-севен“), в которую вошли люди не из одного, а из всех кызылбашских племен, и сверх неё заведено постоянное войско (с огнестрельным оружием и артиллерией). Столица была в 1598 году перенесена в центр Ирана — в Исфахан. Централизаторская политика Аббаса, опиравшаяся на древние традиции иранской государственности, позволила некоторым востоковедам (В. Хинц, Х. Ремер) сделать вывод о том, что Сефевиды создали в Иране персидское национальное государство (впрочем, другие авторы считают это преувеличением). Тахмасп I, чтобы уменьшить влияние кызылбашей, создал новый класс гулямов и использовал их в армии и гражданской администрации. Они набирались из христианских семей (в основном армяне и грузины), которых обращали в шиизм. Их воспитывали в казармах. По сути своей, они являлись личными рабами шаха. Помимо того, что армия христианских рабов при Аббасе I всё росла и росла, христиане обязаны были ежегодно платить дань, так называемый „пешкеш“, значительную часть которого, покрывал „саури“ — налог, поступавший в царскую казну главным образом за счет обременительных сборов с крестьянства. К концу правления Аббаса I гулямы не составляли одну пятую от всех эмиров,  и кызылбашское доминирование продолжалось.
Хотя шах Аббас положил конец междоусобицам и ослабил кызылбашскую знать, кызылбаши не исчезли со сцены и не были полностью маргинализованы или уничтожены, продолжая играть важную роль в Сефевидском государстве с лишь тем изменением, что административная система стала сложнее с большим количеством соперников в борьбе за власть, более того, продолжали быть основной военной и политической силой. Всё, что касается управления за пределами шахского дворца, всё также лежало на плечах тюрков. Эндрю Ньюман указывает, что кызылбаши продолжили играть важную роль и сражаться бок о бок с гулямами, а также занимать такие важные посты как правитель областей. Главнейшими во дворе Шаха Аббаса всё также были кызылбашские старейшины. На всех важных мероприятиях всё также выступали выходцы из тюркских племён. Как сами кызылбаши, так и тюркский (азербайджанский) язык сохранил как и прежде, своё значение как язык двора, армии и судов. К примеру, то, что кызылбаши сохранили власть, подтверждается борьбой за позицию главного визиря в середине XVII века.
Шейбаниды были разбиты при Герате в 1598 году, для предупреждения их набегов были устроены на Атреке, в Мерве, сильные пограничные поселения из курдов и тюрков-каджаров (кызылбашей). В ходе одной войны против османов были отвоеваны к 1607 г. Азербайджан, Ширван и Грузия, а в ходе следующей, в 1623 г. — Багдад с Неджефом и Кербелой; багдадские сунниты были перебиты. Желание найти союзников против Турции, а также споры с португальцами и англичанами из-за острова Хормуса и соседней гавани при Ормузском проливе, Гамрун (с 1622 г. Бендер-Аббас), были причиной дипломатических сношений Персии с Западной Европой. Внутри государства Аббас старался поднять торговлю, строил много дорог (шоссе на 400 верст через весь Мазандеран до Астрабада), мостов, караван-сараев, базаров. Новая столица, Исфахан, была украшена, обустроены Казвин и священный Мешхед. Хоть сам шах не был строгим мусульманином (например, любил вино), но к религиозным вопросам относился внимательно и докончил организацию шиитской иерархии, начатую Исмаилом I. В семье Аббас был тираном, из подозрительности велел убить старшего сына, двух других ослепил, а внука-наследника ослаблял опием и, таким образом, был причиной вырождения своего потомства.

### После Аббаса

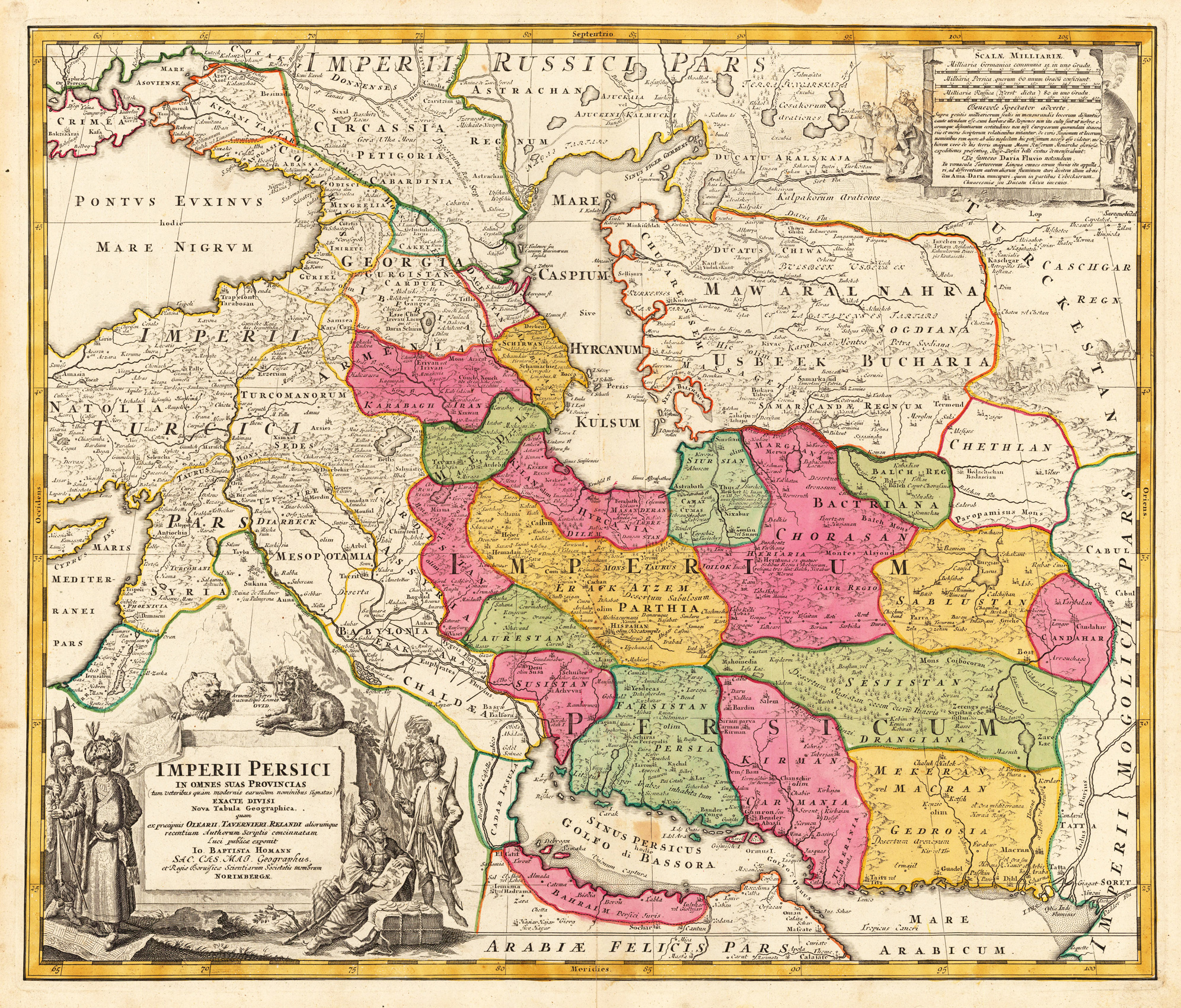
Карта Сефевидского государства 1700 года

Сефи I (1628—1641) — внук Шах Аббаса был жестоким тираном, взойдя на престол казнил лучших людей своего государства. Годы его правления были ознаменованы большими территориальными потерями, так как правитель индийской Империи Великих Моголов Шах Джахан отнял у Сефевидского государства Кандагар, а турецкий султан Мурад IV — Багдад (1638). Эта битва за Багдад была последним военным сражением между Османской империей и Государством Сефевидов и привела к потере Сефевидами контроля над всей Месопотамией. После этого шиитам около 200 лет нельзя было спокойно ездить в Кербелу, а доступ в Мекку был ограничен.
Аббас II (1641—1666) был кроток и веротерпим; он был занят только гаремом и вином, но государственные дела шли удачно под руководством хороших министров; Кандагар был возвращён. Сефевидское государство все ещё процветало, о чём свидетельствовали европейские путешественники, посетившие Иран.
При Аббасе II заметно укрепились торговые связи Сефевидов с Русским царством. При Сефи I и Аббасе II усилилась роль европейских купцов в Сефевидском Иране. Сефи I заключил соглашение с английской Ост-Индской компанией, обязавшейся ежегодно вносить шаху в виде «подарка» 1500 фунтов стерлингов и покупать шелка ежегодно на 60 тысяч фунтов стерлингов. С 40-х годов XVII века первое место в торговле с Персией заняли соперники англичан голландцы, также получившие право беспошлинного вывоза шелка из Сефевидского государства. При Аббасе II привилегии даны были также французским купцам, заводы и фабрики которых появились в Исфахане и Бендер Аббасе.
Османский султан Мехмед IV отправил посольство во двор шаха Сефи II. Привезенные посольством богатые подарки были рассчитаны на смену настроения Сефевидского двора и они достигли своей цели. Мехмед IV умилостивил Сефевидскую империю и обеспечили продолжение мирных отношений с Сефевидами путем выплаты им денег и смягчением ограничений на поток паломников в Мекку. Османы даже, как представляется, упрашивали Сефевидов о помощи против христианских держав на основании общности религии. На эту просьбу шах Сефи II предположительно отреагировал объявлением о том, что Сефевиды не собираются принимать чью-либо сторону и вмешиваться в конфликт. Он ответил схожим образом на османские ходатайства упоминанием о давно утраченном Багдаде, объявив, что
«…когда ему будет возвращен Вавилон, он, возможно, согласится помочь Порте, но что в противном случае, когда закончится война с христианами, его целью будет возвращение этой крепости, которая издревле принадлежала его царству».
Последний Сефевид, Солтан Хусейн (1694—1722), подпал под влияние духовенства. Это не нравилось ни войску, ни населению, так как муллы воздвигли гонение на суфиев, мистические стремления которых шли вразрез с иерархическим шиизмом. Слабое правление Султан Хусейна привело к восстаниям и к афганскому завоеванию в 1722 году. Власть в Иране оказалась в руках афганской династии Хотаки. Мир Махмуд объявил себя шахом.

## Последние Сефевиды
В 1722 году Сефевидское государство фактически пало под ударами афганцев, однако за следующие годы многие Сефевиды, а также те, кто выдавал себя за представителя этой династии, пытались захватить власть. В 1729—1736 и 1750—1773 власть в Иране номинально принадлежала Сефевидам, фактически же правили Надир-хан Афшар и Керим-хан Зенд соответственно.

### Сефевиды во время афганского владычества
В феврале 1725 года афганский правитель Ирана Мир Махмуд-шах, услышав вести о бегстве второго сына Султан Хусейна, Сефи Мирзы, пришёл в ярость и поклялся вырезать всех принцев династии Сефевидов, оставив в живых только Султан Хусейна. Принцы, включая дядей и братьев бывшего шаха, а также его сыновей от различных жён, были собраны связанными во дворе дворца и перебиты Мир Махмудом лично и его 2 помощниками. Султан Хусейн, придя на звуки криков, сумел защитить двух молодых принцев, хоть и сам был ранен. Афганский правитель пощадил двух молодых сефевидских принцев, однако более сотни погибло в резне.
По всему Ирану стали появляться многие, заявлявшие о принадлежности к Сефевидам. Выжившие, якобы убежав из осажденного Исфахана в 1722 или от казни Мир Махмудом, получали поддержку против фактической власти. Хазин Лахиджи только в период афганского владычества насчитывает 18 таких претендентов, и ещё дюжину при Надир-шахе.
Первые три претендента объявили себя Сефи Мирзой, вторым сыном свергнутого Султан Хусейна. Первый из них в 1722 году поднял войско из среды луров Кирманшаха и освободил от османов Хамадан. Однако, через 5 лет он был убит по приказу бывших лурских союзников. Второй претендент, из окрестностей Шустара, получил поддержку бахтияров Халилабада в конце 1724 года и имел армию в 20,000 человек между Шустаром и Хуррамабадом. В 1727 году Тахмасп II и Надир-хан из Мешхеда потребовали у бахтиярских военачальников убить претендента, что они и сделали осенью. Третий «Сефи Мирза», настоящее имя которого было Мухаммед Али Рафсинджани, овладел Шустаром в августе 1729, но местный правитель вынудил его бежать на границу, откуда османы его отправили в Стамбул с тем замыслом, что он может быть полезен в переговорах с теми, кто заменит афганцев на престоле Ирана. Османы успешно использовали Рафсиджани для разжигания волнений на северном фронте, когда Надир-шах осаждал Мосул. Ни один из этих претендентов не был признан настоящим. Настоящий Сефи Мирза (р. 1699) во время осады Исфахана в 1722 году был провозглашен наследником государства, но вскоре влиятельные придворные передали этот титул более слабому Тахмаспу II. Последний бежал в июне 1722 в Казвин, а Сефи Мирза был скорее всего среди тех, кого пленили афганцы в октябре 1722 и казнили в феврале 1725. Возможно, что сообщения о действиях одного из претендентов распространили слух о том, что Сефи Мирза бежал из плена, что побудило Мир Махмуда совершить убийство всех пленных Сефевидов, кроме самого смещенного шаха и его 2 младших сыновей.
Единственным подлинным Сефевидом, который наряду с Тахмаспом II мог поднять сопротивление, был Мирза Сеид Ахмед. Он также был единственным соперником Тахмаспа, и в течение трех лет самой большой проблемой афганских завоевателей. Мирза Сеид Ахмед был потомком дочери шаха Сулеймана, бывшей женой его деда, Мирзы Дауда Мараши. Он бежал из осажденного Исфахана с Тахмаспом, но решил, что такой пьяница не сможет возглавить сопротивление и бежал в Фарс, где получил поддержку местных эмиров и их войск. В 1724—1725 Мирза Сеид Ахмед был осажден в крепости Джахрум. Осада прекратилась, когда пришли вести об убийстве Мир Махмуда, и Сеид направился в регион Фаса, где его армия увеличилась до 6,000 человек. Он разбил армию, посланную против него Тахмаспом, затем разбил наместника Кирмана и захватил город. В ноябре 1726 он короновался как Ахмед-шах Сефеви. В ходе марша на Шираз он был разгромлен афганской армией. С небольшим войском выбившись к Кирману, он узнал, что его бывшие кирманские сторонники сговорились сдать его афганцам. Ахмед-шах с небольшим количеством сторонников, уклонившись от битвы с армией, посланной Тахмаспом, направился к Бендер-Аббасу, где пленил афганского наместника и захватил город. В конце концов он оказался в осаде в Хасанабаде. Его брат Мирза Абд аль-Аимма был пойман афганцами, когда пытался убежать через туннель, после чего сдался и сам Ахмед-шах. Несмотря на обещание о сохранении жизни, он вместе с братом был казнен афганским правителем Мир-Ашрафом в июле-августе 1728.
Кроме того было ещё три претендента, объявивших себя Исмаил Мирзой — другим младшим братом Тахмаспа II. Самый активный из них, которого звали Зейнал, захватил несколько городов Лахиджане и со своей армией, состоявшей из черни, вооруженной палками и трубами, даже вынудил бежать наместника, пытавшегося подавить восстание. Последний, тем не менее, в конце концов, вынудил Зейнала отступить к Мугану и Халхалу, территорию, на которую претендовали и османы, и русские. С армией, выросшей до 5,000 человек, «Исмаил Мирза» вступил в бой с османами. Кызылбаши в османском войске перешли на сторону повстанцев, и османы были разбиты. В Ардебиле Зейнал почтил мавзолей Сефи-ад-Дина, и скоро увеличил армию до 12,000 человек. С этим войском он выбил остатки османских войск в Мугани в сторону Гянджи, но скоро был убит своими союзниками, возможно, при подстрекательстве русских.
Другой претендент на имя Исмаил Мирзы, возможно подлинный, появился около 1732 в Исфахане, вскоре после освобождения города от афганцев. Однако вскоре Исмаил стал целью интриганов, решивших убить Тахмаспа и заменить его Исмаилом. В результате, Тахмасп казнил Исмаил Мирзу и его сторонников.

#### Тахмасп II
Тахмасп Мирза, третий сын Султан Хусейна, в июне 1722 бежал из осажденного Исфахана в Казвин и провозгласил себя шахом вскоре после падения Исфахана и отречения своего отца — в ноябре. Однако, уже в декабре 1722 афганцы захватили Казвин (хоть и через месяц население взбунтовалось и изгнало афганцев), и Тахмасп II бежал в Азербайджан, который вскоре был захвачен османской армией. После этого Тахмасп II бежал в Мазендаран и получил поддержку могущественного племени каджаров, правившего регионом из своей столицы Астрабада. Тахмасп был довольно слабым правителем и был окружен третьесортными советниками. В такой ситуации Россия и Османская империя захватили значительную часть севера и запада страны. В сентябре 1723 года между Россией и послом Тахмаспа Исмаил-беком был подписан Петербургский договор. Пётр I признавал Тахмаспа шахом Ирана, а также признавал за ним все земли захваченные в ходе Прикаспийского похода, кроме Дербенда, Гиляна, Мазендарана и Астрабада, хотя сам шах так и не ратифицировал этот договор, а русские не имели особой власти восточнее Решта, оставляя местных ханов во власти, а Исмаил-бек, подписавший договор, попал в опалу и умер в изгнании. В июне 1724 русские и османы подписали ещё один договор по разделу северо-запада Ирана. Османская и Российская империи в случае подтверждения Тахмаспом договора окончательно признавали его шахом Ирана. Также османы обещали оставаться нейтральными, если Россия направит на помощь Тахмаспу войска против афганцев. Однако после смерти Петра в феврале 1725 интерес русских в Иране уменьшился и они покинули захваченные земли.
22 апреля 1725 жестокий шах Мир Махмуд был свергнут своим братом Мир Ашрафом. Через несколько дней он умер — возможно, из-за болезни, или был просто удушен. 26 апреля Мир Ашраф Хотаки провозгласил себя шахом Ирана. Между тем, Тахмасп II желал выступить против афганцев быстрее, однако его воинственные сторонники каджары считали, что афганцы все ещё слишком сильны. Фатх-Али-хан Каджар, генерал Тахмаспа, также видел выгоду для него и его сторонников в завоеваниях поблизости их цитадели — Астрабада. Он вынудил шаха начать кампанию против повстанца Малик Махмуда, бывшего сефевидского наместника, захватившего власть в Хорасане.
В начале 1726 Тахмасп II направил посла к Надир-хану, могущественному военачальнику в Хорасане, с целью присоединить его к шаху и каджарам. Надир ответил положительно, убедив шаха скорее прийти в Хорасан. Последний подтвердил номинальный титул Надира в качестве наместника Абиварда. В сентябре 1726 Тахмасп и Фатх-Али-хан Каджар вступили в Хорасан и установили Хабушан своей базой. 19 сентября к ним присоединился Надир с внушительной силой из 2,000 конников и пехотинцев, в основном афшаров и курдов, с артиллерией и верблюдам с пушками.
Поход в Хорасан и присоединение Надира были ошибкой Фатх-Али Каджара, так как его отношения с Тахмаспом были не из лучших. Ещё на начальных порах он не подчинялся Тахмаспу и использовал его лишь для легитимизации власти (большая часть населения Ирана сохраняла верность Сефевидам). А к началу 1726 шах вовсе стал фактически пленником каджаров.
Фатх-Али-хан стал понимать, что молодой шах и Надир-хан объединились против него, и даже некоторые каджары думали предать его. Он не ожидал этого — все же поход в Хорасан был его затеей. Пытаясь выйти из затруднительного положения, он решил отступить в Астрабад и начал изменнические переговоры с Малик Махмудом. 10 октября разведчики Надира перехватили письмо. Шах пришёл в ярость и Фатх-Али-хан Каджар был арестован. Надир-хан, боясь плохих последствий, решил лишь заточить Фатх Али в Калате. Однако, на следующий день Фатх-Али был тайно обезглавлен по приказу шаха, пока Надир был занят другими делами.
Тахмасп назначил Надир-хана гурчи-баши (верховным главнокомандующим) и дал ему имя Тахмаспкули-хан (раб Тахмаспа). В ноябре 1726 Мешхед был захвачен, а Малик Махмуд пленен. Сперва он был помилован, однако казнен 10 марта 1727 вместе с братом и племянником за подстрекательство к мятежу и злоупотребление помилованием.
После взятия Мешхеда отношения Тахмаспа и Надира ухудшились. Придворные делали все, чтобы натравить Тахмаспа против Надира. К этому руку приложили и курды, помнящие горькое поражение от Надира. Следуя советам советников, Тахмасп в феврале 1727 покинул Мешхед и обосновался в курдском городе Хабушан. Отсюда он объявил Надира предателем и направил во все стороны письма с просьбой о военной помощи против него. Его министры убедили курдов и других восстать против Надира, что многие и сделали. В ответ Надир конфисковал владения Тахмаспа и его министров в Мешхеде и передал город под контроль своего брата Ибрагим-хана. Затем Надир направил войска к Хабушану, вступая в схватки с курдами по дороге. Он начал осаду Хабушана и пленил нескольких курдов из племени гарачурлу, пытавшихся выйти из города. Он бросил их в яму и угрожал сжечь живьем, но отпустил, лишь испугав их. Поверженный Тахмасп решил начать переговоры с Надиром. Надир же сказал посланцу, что он озабочен тем, что шах может убить его. Посол запротестовал, что Тахмасп поклялся не причинять Надиру вред, на что последний с иронией ответил, что шах также поклялся защитить Фетх Али Хана утром и приказал убить его вечером. Тем не менее был заключен договор, и к 21 марта Тахмасп вернулся в Мешхед.
Далее Надир-хан усмирил гератских афганцев абдали, которые несколько раз осаждали Мешхед. После разгрома абдали в октябре 1727 между Надиром и Тахмаспом вновь начались разногласия. Последний начал нападать на союзников Надира и требовать не подчиняться Надиру. Он заперся в городе Сабзавар, но 23 октября Надир вынудил его сдаться. Тахмасп был в отчаянии, сделав попытку сбежать и самоубийства. Он был обезоружен, и Надир стал пользоваться его печатью и отдавать приказы от имени шаха. Тахмасп более не пытался освободиться от Надира.
Следующие несколько месяцев Надир разгромил курдов, туркмен-йомудов, абдали и бывших министров Тахмаспа, восставших против Надира. Затем Надир окончательно подчинил афганцев абдали в мае 1729, и правитель Герата Аллах Яр Хан был подтвержден наместником Тахмаспа II в Герате. 29 сентября 1729 Надир разгромил афганскую армию Ашраф-шаха у Мехмандуста. Ашраф бежал в Кандагар, и в декабре 1729 Исфахан перешёл под контроль Тахмаспа (в реальности же власть принадлежала Надиру), что положило конец афганскому владычеству в Иране.

#### Сефевиды во время Афшаридского владычества
Весной и летом 1730 Надир провел успешную кампанию против османов, но вскоре был вынужден отправиться в Хорасан, где вновь восстали афганцы абдали. Тахмасп II расценил отсутствие Надира как собственный шанс напасть на османов и провел катастрофическую кампанию (январь 1731-январь 1732). Османы отбили атаку на Эриван в марте 1731, а затем один за другим захватили города Кирманшах (30 июля), Хамадан (18 сентября), Урмия (15 ноября) и Тебриз (4 декабря 1731). Тахмасп и османский военачальник Ахмед-паша подписали мирный договор, согласно которому за османами признавались Эривань, Гянджа, Тифлис, Нахчыван, Картли, Кахети и Ширван, а за иранцами Хамадан, Тебриз, Кирманшах, Луристан, Ардалан и земли, населенные племенем Хавиза.
Через три недели Тахмасп подписал с Россией Рештский договор, согласно которому Россия соглашалась покинуть большую часть территорий, занятый ею в 1720-е.
Договор между Ахмед-пашой и шахом Тахмаспом оказался не по душе ни иранцам, ни османам. По всему государству Тахмасп критиковался за разгром османами и продление их присутствия в Иране. Надир-хан, вернувшись из Герата, использовал личный престиж и популярность среди народа, а также свое военное могущество, сверг Тахмаспа и 7 июля отправил его в заключение в Хорасан.
Новым шахом стал восьмимесячный сын Тахмпаспа, который был коронован 7 сентября (возможно, раньше) как Аббас III. Надир-хан избавился от имени Тахмасп-кули Хан и принял титулы вакиль-ад-доула (представитель государства) и наиб-ас-салтана (вице-король). Номинальная власть Аббаса прекратилась 8 марта 1736, когда Надир провозгласил себя шахом. В конце февраля 1740 Тахмасп II, Аббас III и его брат Исмаил были убиты в Мешхеде Мухаммед Хусейн Хан Каджаром по приказу сына Надира Ризакули с целью предотвратить возможный просефевидский переворот на фоне вестей о гибели Надира в Индии.
Претендентов на сефевидский престол в период Афшаридов было меньше, чем при афганском владычестве, тем не менее они являлись показателем того, что престиж Сефевидов едва ли уменьшился, внеся вклад в провинциальные восстания, предвестивших падение Надир-шаха.
Одним из претендентов был некто, кто объявил себя Сам Мирзой, одним из многочисленных сыновей Султан Хусейна, хотя сомнительно, что сын с таким именем у последнего был. Претендент получил поддержку в Ардебиле в 1740, но его восстание было быстро подавлено племянником Надира Ибрагимом. По приказу Ибрагима Сам Мирзе отрезали ему нос и затем отпустили. Три года спустя тяжелые налоги привели к новому восстанию и Сам Мирза вышел из своего убежища в Дагестане, чтобы сделать новую попытку. К нему присоединились казикумухские войска Мухаммеда. Повстанцы убили наместника Ширвана Гейдар Хана и захватили Агсу. Восстание распространилось на Губу, где местные отряды муганлы взбунтовались и передали город Сам Мирзе и Мухаммеду. Эти опасное развитие событий было доведено до Надира, который в октябре 1743 осаждал Мосул. Надир послал против повстанцев сильную армию под командованием своего сына Насруллы, зятя Фатх Али-хана, командующего азербайджанскими войсками и наместников Урмии и Гянджи. Повстанцы были разбиты недалеко от Шамахи в декабре 1743. Раненный Мухаммед бежал в Дагестан, а Сам Мирза в Грузию.
Примерно в это же время, Надир получил известия, что Мухаммед Али Рафсиджани, он же «Сефи Мирза», который после неудачного переворота в Шустаре в 1729 году получил убежище у турок, теперь по требованию своих хозяев направился через Эрзерум и Карс к иранской границе. В начале 1744, когда мирные переговоры Надира с османами казались безрезультатными, паша Карса получил распоряжение обеспечить дальнейшей поддержкой претендента, и послал письма иранским предводителям и аристократам границы, призывая их восстать. Той же весной Надир направился из Хамадана, чтобы подавить восстание, по дороге получив весть, что грузинские монархи Теймураз и Ираклий поймали Сам Мирзу. По приказу Надира уже изувеченный Сам Мирза был лишен глаза и послан к паше Карса с письмом «Раз и Сефи Мирза здесь, неизвестные братья могут посмотреть друг на друга».
Эта насмешка не остановила Сам Мирзу, и незадолго до убийства Надир-шаха он вновь появился в Тебризе, где недовольная чернь провозгласила его шахом. Преемник Надира Али-шах послал против Сам Мирзы войско, которое разбило повстанцев и наконец убило Сам Мирзу.

#### Сулейман II
Едва ли ожиданный сефевидский переворот произошёл в конце 1749 года, два года после смерти Надир-шаха, когда фракция Шахрух-шаха разгромила враждующих между собой Адил-шаха и Ибрагим-шаха.
Мир Саид Мухаммед, будучи мутавали в мешхедском святилище и внуком Сулейман-шаха, был влиятельной фигурой и в Мешхеде, и в Куме, из-за чего был признан Адил-шахом, которому помог прийти к власти, потенциальной угрозой. Адил взял Саида с собой в походе против Ибрагима. Последний, после своей победы над Адилом, назначил Мир Саид Мухаммеда охранять имущество и пленников в Куме. Однако Мир Саид выступил против Ибрагима и изгнал афшаридский гарнизон из Кума; затем он провозгласил свою лояльность Шахруху и принял приглашение в Мешхед с обещанием доставки имущества предыдущих Афшаридов.
Согласно биографам, сторонники Мир Саид давно сопротивлялся настояниям своих сторонников провозгласить себя шахом. Однако в Мешхеде стало ясно, что у него большая поддержка и Шахрух попытается его убить. В конце 1749 года сторонники Мир Саида во главе с Мир Алам Ханом восстали и провели его с триумфом от святилища до дворца. Шахрух был свергнут и заключен в темницу. В январе 1750 года Мир Саид торжественно был коронован как Сулейман II.
Однако империя Надир-шаха уже развалилась и не могло быть и речи, чтобы новый шах пришёл в бывшую столицу Исфахан, который вскоре стал центром различных марионеток Али Мардана и Керим-хана. На востоке Ахмад-шах Дуррани захватил Герат. Сулейман послал послов в Кандагар с письмом, которое было нацелено на восстановление отношений сефевидского монарха и его афганского вассала, и в котором к Ахмад-шах именовался Ахмад-ханом Садузаи. Дурранийский шах был озлоблен и приготовился к войне.
Между тем, когда Сулейман II был на охоте, Алам-хан ослепил Шахруха с целью предотвратить возможный проафшаридский переворот, что привело к разногласиям между партнёрами в правительстве. Сторонники Афшаридов были недовольны расходами остатков сокровищ Надира, защиту религиозного имущества, ранее конфискованного Надиром в пользу армии, отказ исполнения их требований и вымогательств во время налоговой амнистии. Через несколько недель они совершили афшаридский контр-переворот. Возглавляемые Юсуф Али Ханом Джалаиром, эти конспираторы были убеждены женой Шахруха, что тот не ослеплен. В феврале 1750 Сулейман II был свергнут и ослеплен. Мятежники освободили из заключения Шахруха, но лишь убедились, что он так же слеп, как их недавняя жертва.

### Сефевиды после Афшаридов
После убийства Надир-шаха в 1747 году в Иране началась борьба за власть между различными фракциями.
В 1752 году некто объявил себя Хусейн Мирзой, сыном Тахмаспа II. Он вместе с историком Мирза Махди Астрабади был направлен Надир-шахом послом в Стамбул, но после смерти своего господина решил остаться в Багдаде, пока политическая ситуация не прояснится. Биография претендента была в лучших традициях ему подобных: он выжил после резни сефевидских принцев Мир Махмудом ещё будучи младенцем и был отправлен сторонниками в Россию через Грузию. Он был воспитан русской императрицей, которая и рассказала ему его историю, а после совершеннолетия принца разрешила ему вернуться на родину и вернуть корону. Неизвестно, поверили ли ему, но Мустафа-хан Бигдили-Шамлу и багдадский правитель Сулейман-паша поддержали его, видя в самопровозглашённом принце возможность вернуться в Иран влиятельными людьми. Али Мардан-хану Бахтияри и его союзнику Исмаилу-хану Фаили также было важно захватить власть в Иране, тем более, что их зендский противник Керим-хан потерял своего сефевидского протеже Исмаила III Каджарам.
Принц-самозванец был провозглашен Султан Хусейном II и, сопровождаемый эскортом от Сулейман-паши с подкреплением из лурских и бахтиярских племен, начал поход к Керманшаху, осаждаемому Керим-ханом. Однако Султан Хусейн оказался слабовольным и глупым человеком. Более того, оказалось, что он по матери армянин, а по отцу азербайджанец. Разочарованная армия замедлила наступление, а племенное ополчение вернулось в горы, и в сентябре 1752 Керим-хан Зенд захватил Керманшах. После этого Керим-хан разгромил армию Султан Хусейна II. Мустафа-хан Бигдили-Шамлу был пленен, а Али Мардан-хан Бахтияри бежал вместе с самозванцем в горы, после чего ослепил его и направил в шиитские святыни Ирака, где и самозванец умер в 1774/1775 году религиозным отшельником.
Французский путешественник Клод Шарль Пейссоннель сообщал, что в 1752/1753 гг. грузинский царь Ираклий II собирался в поход в Иран, чтобы восстановить власть Султана Хусейна. Возможно речь шла именно о вышеуказанном самозванце.
В 1776 году появился ещё один претендент, некто Хасан Сабзавари, который представился сыном Тахмаспа II. Ко времени его паломничества в Багдад умерла вдова Надир-шаха и сестра Тахмаспа II. Хасану удалось убедить правителя Багдада Сулейман-пашу в том, что он действительно тот за кого себя выдает, и, несмотря на протесты других Сефевидов, он получил огромное наследство.

#### Исмаил III
После смерти Надир-шаха в 1747 году, в центральных западных провинциях Ирана образовался вакуум власти, который скоро заполнили иранские племенные конфедерации — луры, лакки, курды и бахтияры. Возглавляемые сперва Али Мардан-ханом Бахтияри, затем Керим-ханом Зендом, эти загросские племена с 1750 года контролировали Ирак Аджемский и Исфахан. Для легитимизации своей власти они использовали сефевидских принцев. В Исфахане в это время было 2 или 3 принца этого дома — сыновей бывшего вельможи Мирзы Муртады и дочери Султан Хусейна I. Самый младший из них, Абу Тураб, был коронован в 1750 году как Исмаил III.
К формальному шаху, как и к Султан Хусейну II, не относились даже с натянутым уважением и игнорировали даже то, что он не хотел быть шахом. Сперва он был в руках Али Мардан-хан Бахтияри, но был захвачен Керим-ханом Зендом. У последнего Исмаил III был отнят другим участником борьбы за власть Мухаммед Хасан-ханом Каджаром на несколько лет. После того как Керим-хан Зенд утвердился в качестве правителя западного Ирана, Исмаил III был заключён в крепости Абадан с провизией, ежедневным жалованием и подарком на каждый Новруз от своего регента Керим-хана с подписью «от вашего самого покорного слуги». Тут Исмаил III и провёл последние 8 лет своей жизни, с 1765 по 1773, занимаясь созданием ножей и умерев будучи в среднем возрасте.
Керим-хан носил титул вакил ал-доула (уполномоченный государства), а с 1765 года вакил ал-раайа или вакил ал-хала’иг (уполномоченный народа). Он пресекал обращение к нему как к шаху, заявляя, что шах в Абадане, а он всего лишь его слуга.

## Боковые ветви Сефевидов

### Сефевиды в Индии

#### Предыстория
В 1556 году Шах Тахмасп I захватил Кандагар и, наряду с частью Давара и Гармшира, подарил его племяннику Султан Хусейн-мирзе. После смерти последнего в 1575 году, его старший сын Мухаммед Хусейн-мирза был убит по приказу Исмаила II, а остальные заточены в темницу. Их спасла лишь смерть шаха. Новый шах Мухаммед Худабенде даровал Кандагар второму сыну Султан Хусейна Музаффар Хусейн-мирзе. Область Давар вплоть до реки Гильменд была отдана третьему сыну Султан Хусейна Рустам-мирзе (1570—1642).

#### Рустам-мирза и его потомки
Не удовлетворившись доходами Давара, Рустам-мирза объявил войну против правителя Систана Малик Махмуда, но Музаффар-мирза, первоначально поддерживавший Рустама, перешёл на сторону Малик Махмуда, своего тестя. Рустам-мирза был повержен и в 1592/1593 году в сопровождении четырёх сыновей и брата Санджар-мирзы бежал в Индию. Могольский падишах Акбар даровал Рустаму титул панджхазари (пятитысячник) и дал ему Мултан. В 1594/1595 году Акбар хотел дать Рустам-мирзе Читор, но затем назначил его правителем Патана, приказав совместно с Асаф-ханом разбить местного правителя Басу. Однако Асаф-хан и Рустам не поладили, и Акбар вызвал Рустама ко двору. В 1597/1598 году Рустам-мирза был назначен правителем Райсина, затем служил под начальством принца Даниала в Деккане. В 1612/1613 году Джахангир назначил Рустама правителем Тхатхи, но отозвал за притеснение небольшого народа аргунов. После женитьбы дочери Рустама на могольском принце Мухаммеде Парвизе, Джахангир дал ему титул шашхазари (шеститысячник) и назначил правителем Аллахабада. В дальнейшем Рустам-мирза был назначен правителем Бихара, но был снят с должности Шах-Джаханом по причине старости. Рустам Мирза писал стихи под псевдонимом Фидаи. Он умер в 1641/1642 году, в возрасте 72 лет.
Его старший сын Мурад получил от Джахангира титул Илтифат-хан и был женат на дочери Абдулрахим Хан Ханана; умер в 1669/1670 году.
Третий сын Рустам-мирзы Мирза Хасан Сефеви был правителем Кача; умер в 1649/1650 году. Сын Хасана, Мирза Чафшикан, был командующим гарнизоном Джессора в Бенгалии; умер в 1662/1663 году. Сын Чафшикана, Сейфеддин Сефеви, носил титул хана при Аурангзебе.
Пятый сын Рустам-мирзы Бади уз-Заман, также известный как Шахнаваз-хан, выдал своих дочерей Дильрас-бегум и Сакина Бану-бегум за падишаха Аурангзеба и принца Мухаммеда Мурада Бахша. Таким образом, могольский падишах Мухаммед Азам-шах (1653—1707), сын Аурангзеба и Дильрас-бегум, приходился правнуком Рустам-мирзе и был потомком Шаха Исмаила Сефеви.
Дочь Рустам-мирзы в 1633 году была выдана за другого могольского принца Шах Шуджа.

#### Музаффар-мирза и его потомки
Музаффар-мирза вышел победителем из конфликта с Рустам-мирзой, но вскоре оказался перед лицом узбекских вторжений. Многие кызылбашские вельможи погибли в битвах, присутствие Рустам-мирзы в Индии тревожило, а обещания сефевидского шаха отправить помощь оказались пустыми. В таких условиях Музаффар-мирза склонился к сдаче Кандагара могольскому падишаху Акбару. Акбар подарил Музаффару титул «фарзанд» (что значит «сын»), назначил командующим пяти тысяч и дал провинцию Самбхал в качестве джагира.
Музаффару не нравилось жить в Индии, иногда он отправлялся в Иран, иногда — в Мекку. Опечаленный и разочарованный, он умер в 1599/1600 году.
Все три его сына, Байрам-мирза, Гейдар-мирза, Исмаил-мирза остались в Индии. Гейдар-мирза достиг высот при Шах-Джахане и умер в 1631/1632 году. Дочь Музаффар-мирзы Гандахар-магал в 1609/1610 году вышла замуж за Шах-Джахана и родила ему дочь Наваб Пархез Бану-бегум. Младшие братья Музаффар-мирзы и Рустам-мирзы Абу Саид-мирза и Санджар-мирза умерли в 1596/1597 году, будучи командующими трехсот и пятидесяти, соответственно.

### Семья Кевакибизаде
Одна из ветвей династии, идущая от Шейха Ибрагима, прадеда Шаха Исмаила, осталась привержена суннизму и проживала в Османской империи. В Османской империи признавали их сеидское происхождение; представители семьи занимали важные государственные и религиозные должности в государстве.

### Ветвь Шайхаванд
Также от Шейха Ибрагима идёт ветвь Сефевидов, известная как Шайхаванд, представители которой были землевладельцами вокруг Ардебиля и занимали важные государственные посты. Возможно от Шайхавандов происходят сеиды алевитского оджака (религиозной общины) Шах Ибрагим Вели, которые заявляют себя потомками Сефевидов, что, по мнению Айфер Каракая-Стамп, кажется достоверным.

### Ветвь Пирзаде
Наряду с Шайхавандами видным сефевидским кланом также являлась семья Пирзаде, происходившая от наставника Шейха Сефи Захида Гиляни.

## Комментарии
1. ↑  В примечании к академическом изданию 1963 года после этого утверждения Бартольда стоит примечание редактора «Ныне приводятся данные о том, что ардебильские шейхи были курдского происхождения. См. Togan»